# Nội Mông
Nội Mông Cổ (tiếng Mông Cổ: , Öbür Monggol; tiếng Trung: 内蒙古; bính âm: Nèi Měnggǔ), tên chính thức là Khu tự trị Nội Mông Cổ, thường được gọi tắt là Nội Mông, là một khu tự trị của Cộng hòa Nhân dân Trung Hoa (Trung Quốc). Năm 2018, Nội Mông là đơn vị hành chính đông thứ hai mươi ba về số dân, đứng thứ hai mươi mốt về kinh tế Trung Quốc với 25 triệu dân, tương đương với Úc và GDP danh nghĩa đạt 1.729 tỉ NDT (261,3 tỉ USD) tương ứng với Phần Lan. Nội Mông có chỉ số GDP đầu người đứng thứ chín, đạt 68.303 NDT (tương ứng 10.322 USD).
Nội Mông là một khu tự trị nằm ở phía bắc của Cộng hòa Nhân dân Trung Hoa. Nội Mông có biên giới quốc tế với nước Mông Cổ độc lập và Nga. Thủ phủ của Nội Mông là Hohhot. Các thành phố lớn khác bao gồm Bao Đầu, Xích Phong và Ordos.
Khu tự trị Nội Mông Cổ được thành lập vào năm 1947 từ một số tỉnh cũ của Trung Hoa Dân Quốc: Tuy Viễn, Sát Cáp Nhĩ, Nhiệt Hà, Liêu Bắc và Hưng An cùng các khu vực phía bắc của Cam Túc và Ninh Hạ. Nội Mông nằm ở phía nam sa mạc Gobi, phía bắc Vạn Lý Trường Thành,
Khu tự trị Nội Mông Cổ là đơn vị hành chính cấp tỉnh có diện tích lớn thứ ba tại Trung Quốc với trên 1,2 triệu km². Dù mang danh nghĩa là đất của người Mông Cổ nhưng hiện nay thì tuyệt đại đa số cư dân của khu tự trị Nội Mông Cổ là người Hán, trong khi người Mông Cổ là một dân tộc thiểu số đáng kể.

## Tên gọi
Sau khi nhà Thanh chinh phục toàn cõi Mông Cổ, các bộ lạc chịu quy phục ở Mạc Nam (phía nam sa mạc Gobi) được gọi là "Nội Trát Tát Khắc Mông Cổ (内札萨克蒙古). Còn các bộ lạc thuộc phân nhóm Khách Nhĩ Khách (Khalka) và Vệ Lạp Đặc (Oirat) ở Mạc Bắc thì được gọi là Ngoại Trát Tát Khắc Mông Cổ (外札薩克蒙古). "Trát tát khắc" (扎薩克, Jasagh) là một chức quan của quý tộc Mông Cổ vào thời nhà Thanh. Đến cuối thời Thanh thì "Nội Trát Tát Khắc Mông Cổ" trở thành "Nội Mông Cổ".
Trong tiếng Mông Cổ, khu vực Mạc Nam vào thời nhà Thanh được gọi là ᠳᠣᠲᠤᠭᠠᠳᠤ
 ᠮᠣᠩᠭᠣᠯ (chuyển tự Latinh: dotuγadu mongγol), có ý nghĩa tương tự như trong tiếng Hán. Năm 1947, chính quyền khu tự trị đã đổi tên tiếng Mông Cổ của khu vực thành ᠥᠪᠥᠷ
 ᠮᠣᠩᠭᠣᠯ (chuyển tự Latinh: öbör mongγol), "öbör" có nghĩa là hướng đón ánh mặt trời, tức hướng nam (vì Nội Mông nằm cách xa chí tuyến bắc nên mặt trời luôn ở phía nam) của một ngọn núi.
Tên tiếng Anh của Khu tự trị Nội Mông Cổ là Inner Mongolia thay vì sử dụng Bính âm Hán ngữ là Nèi Měnggǔ.

## Lịch sử

### Thời Tiên Tần
Trên 5.000 năm trước, một bộ phận của Nội Mông nằm trong phạm vi ảnh hưởng của văn hóa Ngưỡng Thiều. Các di chỉ của nền văn hóa Hồng Sơn nằm trải dải trong lưu vực Liêu Hà từ Nội Mông đến Liêu Ninh và có niên đại từ khoảng 4700 TCN đến 2900 TCN.
Trước thời Xuân Thu, khu vực Nội Mông hiện nay là nơi sinh sống của các dân tộc du mục như Hung Nô ở phía tây và Đông Hồ ở phía đông. Theo Sử ký, sau khi nhà Hạ bị tiêu diệt, một người con trai của vua Kiệt là Thuần Duy (淳維) đã chạy lên phía bắc và lập nên Hung Nô.
Cuối thời Chiến Quốc, lãnh thổ của các nước chư hầu như Yên, Triệu và Tần đã phát triển đến khu vực Nội Mông ngày nay. Dân tộc Hoa Hạ bắt đầu đến định cư tại phía nam dãy núi Âm Sơn.
Triệu Vũ Linh vương (trị vì 325 TCN-299 TCN) của nước Triệu đã tiến hành truyền bá "hồ phục kị xạ", theo đó binh sĩ nước Triệu phải ăn mặc giống như quân Hung Nô và các cỗ chiến xa được thay thế bằng các cung thủ kị binh. Năm 306 TCN, quân Triệu đánh lên phía bắc, hàm phục nhiều tiểu quốc. Năm 304 TCN, Vũ Linh vương phát động chiến tranh với các bộ lạc ở thượng nguồn Hoàng Hà, mở mang lãnh thổ. Sau khi đánh bại hai dân tộc du mục là Lâm Hồ (林胡) và Lâu Phiền (樓煩), Triệu đã xây dựng Vân Trung thành ở khu vực huyện Thác Khắc Thác của Hô Hòa Hạo Đặc ngày nay. Từ đó, người Hoa Hạ ở Trung Nguyên bắt đầu đến Hô Hòa Hạo Đặc định cư. "Triệu Trường Thành" đi qua Đại Thanh Sơn ở phía bắc của Hô Hòa Hạo Đặc.
Thời kỳ Yên Chiêu vương, có tướng Tần Khai (秦开), phải sang Đông Hồ làm con tin. Sau khi về nước, Tần Khai khởi binh tập kích, đại phá Đông Hồ. Sau đó, Yên cho xây dựng "Yên Bắc Trường Thành". Yên cũng lập ra Bắc Bình bộ ở phía nam Xích Phong ngày nay, trị sở tại Ninh Thành. Sau đó, Đông Hồ phải thiên di về phía bắc.

### Thời Tần, Hán, Hung Nô
Sau khi thống nhất Trung Quốc, Tần Thủy Hoàng đã cho xây dựng Vạn Lý Trường Thành, kết nối các đoạn Trường Thành của các nước chư hầu trước đây nhằm phòng thủ Hung Nô. Các khu vực ở phía nam dãy núi Âm Sơn như Vân Trung quận là các trọng trấn về biên phòng.
Năm 209 TCN, người Hung Nô đã liên kết lại với nhau thành một liên minh hùng mạnh dưới quyền của một thiền vu mới có tên gọi là Mặc Đốn (冒顿). Người ta cho rằng sự thống nhất Trung Quốc đã thúc đẩy các bộ lạc du cư tập hợp lại xung quanh một trung tâm chính trị nhằm củng cố vị thế của họ.. Một giả thuyết khác là sự tái cơ cấu này là cách thức phản ứng của họ đối với khủng hoảng chính trị đã diễn ra đối với họ khi vào năm 215 TCN, quân đội nhà Tần do Mông Điềm chỉ huy đã xua đuổi họ ra khỏi các thảo nguyên bên Hoàng Hà. Năm 206 TCN, Hung Nô tiêu diệt Đông Hồ, thống nhất thảo nguyên Mông Cổ, lập ra đế quốc Hung Nô với lãnh thổ rộng lớn, trải rộng đến lưu vực Liêu Hà ở cực đông, cực tây đến Thông Lĩnh (tức dãy núi Pamir), nam đến Trường Thành của Tần.
Khi đó, khu vực Nội Mông trở thành tiêu điểm tranh đoạt giữa Hung Nô và triều đại Trung Nguyên, giữa Hung Nô và nhà Hán đã xảy ra hàng trăm cuộc chiến tranh. Năm 158 TCN, Quân Thần thiền vu đã đem 3 vạn quân tấn công nhà Hán ở Vân Trung thuộc Nội Mông Cổ ngày nay. Năm 127 TCN, quân Hán tấn công và trục xuất bộ lạc Lâu Phiền (楼烦, 樓煩) và Bạch Dương (白羊) của người Hung Nô từ Ngạc Nhĩ Đa Tư, và sau đó cho xây các công sự và thành để phòng ngự vùng lãnh thổ mới chiếm được. Năm 125 TCN, dưới thời Y Trĩ Tà thiền vu, quân Hung Nô với 3 đội quân, mỗi đội có 30.000 kị binh đã tiến đánh các quận của Trung Quốc. Tả Cốc Lễ vương tức giận trước việc nhà Hán đã lấy đi Ngạc Nhĩ Đa Tư và cho lập Sóc Phương quận (朔方郡), đã vài lần tấn công biên giới với Trung Quốc; và khi tiến vào Ngạc Nhĩ Đa Tư, đã cướp bóc Sóc Phương, giết và bắt giữ nhiều quan lại cũng như dân chúng.
Sau khi bị Mạc Đốn thiền vu đánh bại, tàn dư của Đông Hồ tụ cư ở Ô Hoàn Sơn và Tiên Ti Sơn, về sau hình thành tộc Ô Hoàn và tộc Tiên Ti. Từ đó, tên gọi Đông Hồ biến mất trong lịch sử. Ô Hoàn Sơn và Tiên Ti Sơn nằm ở khu vực Nội Mông ngày nay. Năm 207, Tào Tháo đem quân tiến sâu vào lãnh thổ của người Ô Hoàn, đánh bại họ tại trận núi Bạch Lang (白狼山), giết chết thủ lĩnh Đạp Đốn. Khoảng 20 vạn người Ô Hoàn đã hàng Tào Tháo. Nhiều kỵ binh Ô Hoàn đã gia nhập đội quân của Tào Tháo và trở thành "thiên hạ đệ nhất kỵ đội".
Năm 53 TCN, Hô Hàn Tà thiền vu (呼韓邪單于) đã chấp thuận triều cống cho nhà Hán, tuy nhiên người Hung Nô vẫn duy trì được chủ quyền chính trị và độc lập hoàn toàn về lãnh thổ. Vạn Lý Trường Thành vẫn tiếp tục là đường ranh giới giữa nhà Hán và nhà nước Hung Nô. Năm 48, Hung Nô phân thành hai bộ phận là Nam và Bắc, Nam Hung Nô lập Nhật Trục Vương Bỉ làm thiền vu, dựng nên triều đình tại Bao Đầu, Nội Mông ngày nay, xưng thần với Đông Hán, được Hán Quang Vũ Đế cho an trí tại khu vực Hà Sáo. Nam Hung Nô sau đó dần dần di chuyển vào Trung Nguyên.
Vào thời kỳ toàn thịnh, triều đình Hán đã thiết lập quận huyện ở Mạc Nam. Năm 127 TCN, triều đình đã thiết lập Ngũ Nguyên quận và Sóc Phương quận, địa hạt bao gồm khu vực Ba Ngạn Náo Nhĩ, Bao Đầu và Ngạc Nhĩ Đa Tư ngày nay.

### Thời Tiên Ti và Nhu Nhiên
Tộc Tiên Ti sau đó chủ yếu hoạt động tại phía đông Nội Mông Cổ, trong khu vực phụ cận sông Cáp Cổ Lặc (哈古勒河) thuộc hữu dực trung kì Khoa Nhĩ Thấm ngày nay. Thời Lưỡng Tấn-Nam Bắc triều trong lịch sử Trung Quốc, Nội Mông là một trong những bàn đạp để các tộc người Hồ xâm nhập Trung Nguyên. Sau khi Tấn Tấn diệt vong, người Tiên Ti đã lập ra nhiều nước ở phía bắc Trung Quốc như Tiền Yên, Đại, Hậu Yên, Tây Yên, Tây Tần, Nam Lương, Nam Yên và Bắc Ngụy.
Trong khi người Tiên Ti xâm nhập Trung Nguyên, người Nhu Nhiên (một nhánh của người Tiên Ti còn ở lại vùng thảo nguyên Mông Cổ) đã nổi lên, lập quốc ở khu vực Hô Luân phía đông Nội Mông ngày nay. Năm 439, nước Bắc Ngụy của bộ lạc Thác Bạt tộc Tiên Ti thống nhất phương Bắc Trung Quốc. Sau đó, Bắc Ngụy và Nhu Nhiên thường phát sinh xung đột. Để phòng thủ trước Nhu Nhiên, Bắc Ngụy đã lập ra Lục trấn ở biên cảnh phía bắc, nay là phía đông khu vực Hà Sáo và phía nam dãy Âm Sơn thuộc Nội Mông. Sau đó, do triều Bắc Ngụy tích cực thực hiện chính sách Hán hóa, một số tướng sĩ đã tiến hành loạn Lục Trấn.
Sau loạn Lục Trấn, Bắc Ngụy bị phân thành Đông Ngụy và Tây Ngụy, sau lại bị Bắc Tề và Bắc Chu thay thế tương ứng. Cuối cùng, Bắc Chu thống nhất phương Bắc Trung Quốc. Sau đó, Dương Kiến soán vị Bắc Chu, lập ra nhà Tùy. Ở Tái Bắc, Nhu Nhiên hãn quốc bị Đột Quyết hãn quốc tiêu diệt vào năm 552. Đột Quyết cùng Bắc Tề và Bắc Chu đều kiểm soát một phần Nội Mông

### Thời Tùy, Đường, Đột Quyết, Hồi Cốt
Đến thời Tùy, Nội Mông bị phân chia giữa Đột Quyết và triều đại Trung Nguyên. Năm Khai Hoàng thứ 19 (599) thời Tùy Văn Đế, Đột Lợi khả hãn của Đông Đột Quyết do thất bại trong nội chiến đã đi xuống phía nam quy phục triều đình nhà Tùy, được Tùy Văn Đế sách phong là Khải Dân khả hãn. Sau đó Khải Dân khả hãn kiến lập chính quyền tại Nội Mông, lệ thuộc vào triều đình trung ương Tùy. Triều đình nhà Tùy và chính quyền Khải Dân duy trì quan hệ tông phiên mật thiết và cử sứ thần qua lại. Tùy Dạng Đế trước sau đã hai lần tự mình tuần thú vùng Tái Bắc, mở đầu cho tiền lệ các hoàng đế Trung Nguyên đích thân tuần thú chính quyền phiên thuộc Tái Bắc. Năm Đại Nghiệp thứ 7 (611), Xử La khả hãn của Tây Đột Quyết đã quy phục triều đình nhà Tùy, từ đó toàn bộ vùng Nội Mông và Ngoại Mông thuộc quyền quản lý của triều đình Tùy.
Thời Đường Thái Tông, Hiệt Lợi khả hãn của Đông Đột Quyết dựng lều dã chiến tại Định Tương (nay thuộc huyện Thanh Thủy Hà của Nội Mông), gây chiến với Đường. Tháng 1 năm Trinh Quán thứ 4 (630), Đường sai Lý Tĩnh suất ba nghìn kị binh tinh nhuệ lợi dụng đêm tối tấn công vào nơi dựng lều của Hiệt Lợi, buộc Hiệt Lợi phải chạy đến Thiết Sơn (nay là khoáng khu Bạch Vân Ngạc Bác của Nội Mông). Tháng 3 năm Trinh Quán thứ 4 (630), Hiệt Lợi khả hãn bị bắt. Quân Đường đưa Hiệt Lợi khả hãn đến Trường An, về sau Hiệt Lợi khả hãn chịu đầu hàng nhà Đường, mất vì tuổi già tại Trường An.
Trên vùng đất cũ của Đột Lợi khả hãn (tiểu khả hãn của Đông Đột Quyết), triều đình nhà Đường thiết lập bốn châu đô đốc phủ là Thuận, Hữu, Hóa và Trường; còn vùng đất cũ của Hiệt Lợi khả hãn thì lập Định Tương đô đốc phủ và Vân Trung đô đốc phủ. Năm 646, Đường liên hiệp với bộ lạc Hồi Hột và Thiết Lặc để tiêu diệt Tiết Diên Đà. Yên Nhiên đô hộ phủ quản lý vùng đất của người Thiết Lặc, trị sở đặt tại chân núi Âm Sơn (nay thuộc hậu kỳ Hàng Cẩm của Nội Mông). Năm 650, tướng Cao Khản (高侃) chỉ huy quân Đường bắt được Xa Tị khả hãn, từ đó đất cũ của Đông Đột Quyết nằm dưới quyền cai quản của triều đình nhà Đường. Đường Cao Tông đã thiết lập Hãn Hải đô hộ phủ (sau cải thành Thiền Vu đô hộ phủ), trị sở đặt tại Vân Trung cố thành (nay thuộc Hòa Lâm Cách Nhĩ của Nội Mông) và ba đô đốc Lĩnh Lang Sơn, Vân Trung, Tang Can. Những năm đầu Ngũ Đại Thập Quốc, người Khiết Đan xâm nhập, đến năm 916 thì họ đã chiếm được Vân Trung cố thành, Thiền Vu đô hộ phủ bị phế trừ.

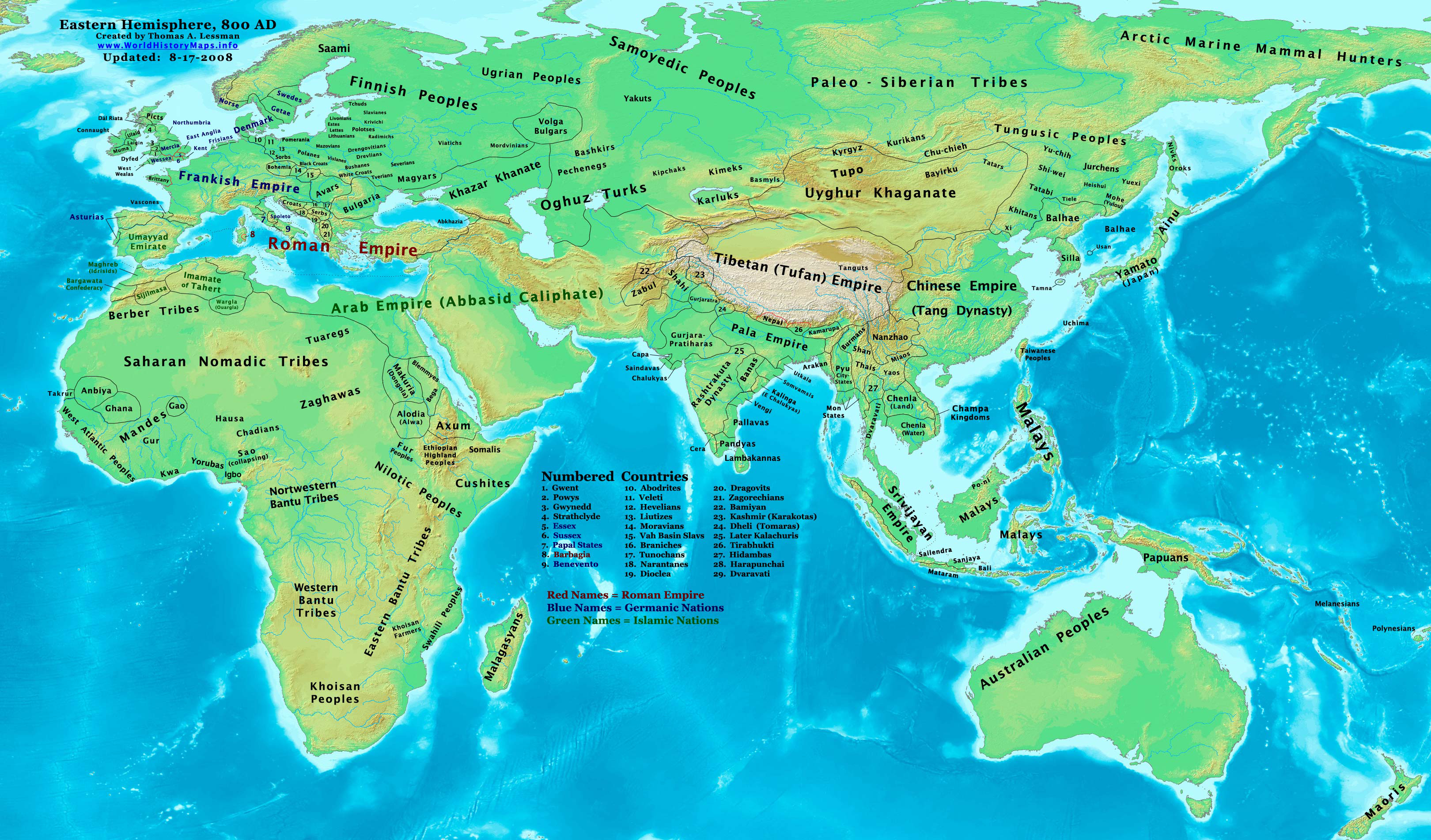
Lãnh thổ của Hồi Cốt vào khoảng năm 820

Năm 742, các bộ tộc người Duy Ngô Nhĩ (Uyghur), Cát La Lộc (Karluk), và Bạt Tất Mật (Basmyl) đã nổi dậy chống lại quyền thống trị của Đông Đột Quyết. Lãnh đạo Duy Ngô Nhĩ trở thành khả hãn tại cao nguyên Mông Cổ và lập ra Hồi Cốt. Theo các thư tịch Trung Hoa, lãnh thổ của Hồi Cốt sau đó đạt đến "ở cực đông đến lãnh thổ của người Thất Vi, phía tây đến dãy núi Altai, ở phía nam kiểm soát sa mạc Gobi, do vậy bao trùm toàn bộ lãnh thổ Hung Nô cổ". Cuộc nổi loạn của An Lộc Sơn vào năm 755 đã buộc Đường Túc Tông phải đề nghị Anh Vũ khả hãn của Hồi Cốt giúp đỡ vào năm 756. Khả hãn đồng ý, ra lệnh cho con trai cả đem quân hỗ trợ Hoàng đế nhà Đường. Kết quả, Hồi Cốt đã nhận được tặng phẩm của Đường vào năm 757 với 20.000 cuộn lụa và Anh Vũ khả hãn được Hoàng đế nhà Đường gả cho một người cháu gái là Ninh Quốc công chúa. Cuối cùng, quân Kiên Côn từ phía bắc đã xâm lược và phá hủy đế chế của người Duy Ngô Nhĩ, dẫn đến việc người Duy Ngô Nhĩ phải sống lưu vong khắp Trung Á. Minh giáo là quốc giáo của Hồi Cốt. Ngoài ra, ở phía đông của Nội Mông, người Khiết Đan cũng bắt đầu nổi lên.

### Thời Liêu, Kim, Tây Hạ

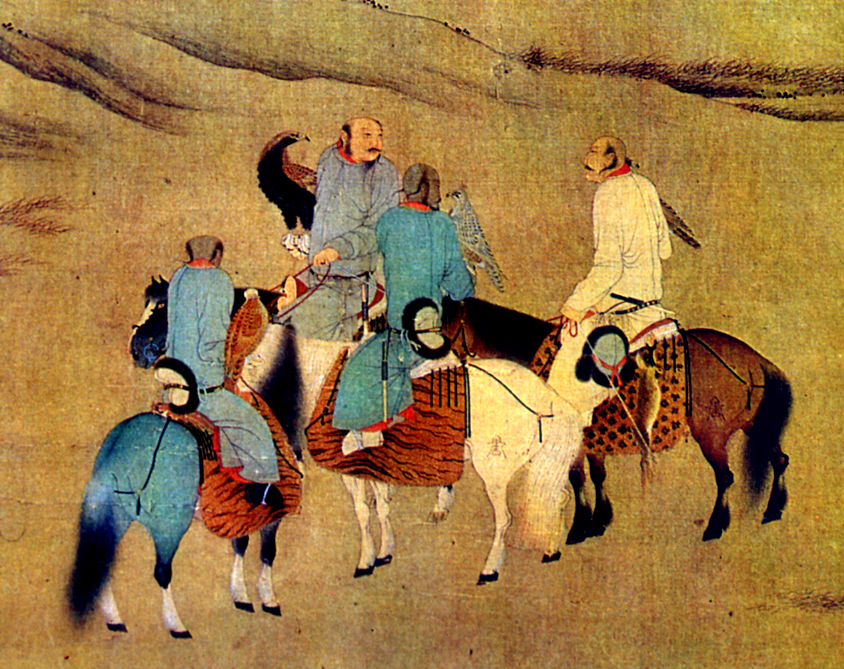
Tranh mô tả các thợ săn người Khiết Đan

Cuối thời Đường, khi mà Trung Nguyên bắt đầu bị chiến tranh loạn lạc thì tộc Khiết Đan nhân cơ hội này nổi lên, trở thành một thế lực rất hùng mạnh ở vùng Nội Mông. Họ thường bắt người Hán về làm ruộng và thu thuế. Đầu thời Ngũ Đại Thập Quốc tại Trung Nguyên, người Khiết Đan dưới sự lãnh đạo của Da Luật A Bảo Cơ đã sáng lập nên chính quyền Khiết Đan vào năm 907, kiến lập Khiết Đan quốc vào năm 916, đến năm 947 thì đổi quốc hiệu thành Liêu. Lúc đầu, A Bảo Cơ lập quốc đô tại Hoàng Đô (sau đổi là Thượng Kinh, nay là thành Ba La, phía nam tả kỳ Ba Lâm thuộc Nội Mông). Sau đó, người Khiết Đan lại định đô ở Lâm Hoàng (nay cũng thuộc tả kỳ Ba Lâm của Nội Mông), gọi là Thượng Kinh. Thời Liêu, Nội Mông Cổ phân thuộc Thượng Kinh đạo với trị sở tại Lâm Hoàng phủ (tả kì Ba Lâm ngày nay), Trung Kinh đạo với trị sở tại Đại Định phủ (Ninh Thành ngày nay) và Tây Kinh đạo với trị sở tại Đại Đồng phủ (nay thuộc Đại Đồng, tỉnh Sơn Tây).
Người Nữ Chân ở vùng Đông Bắc Trung Quốc đã nổi dậy và cuối cùng đã tiêu diệt triều Liêu của người Khiết Đan vào năm 1125. Tàn dư của triều Liêu đã lập ra Bắc Liêu ở khu vực Bắc Kinh và Ninh Thành của Nội Mông hiện nay, tuy nhiên cũng sớm bị Kim tiêu diệt. Khi đó, đại bộ phận trung bộ và đông bộ Nội Mông thuộc quyền kiểm soát của Kim.
Trong thời gian này, khu vực tây nam Nội Mông thuộc quyền kiểm soát của nước Tây Hạ- do người Đảng Hạng thành lập nên. Sau khi thành lập, Tây Hạ liên minh với Liêu chống lại Tống, đôi khi cho quân tiến vào lãnh thổ Tống. Năm 1044, Tây Hạ và Tống hòa hoãn, Tây Hạ chịu thần phục Tống, song Hạ và Liêu lại trở nên đối địch. Sau khi Lý Nguyên Hạo chết, Tây Hạ chịu nhiều thất bại quận sự trước Liêu, nên cũng phải thần phục Liêu.

### Thời Mông Nguyên, Bắc Nguyên

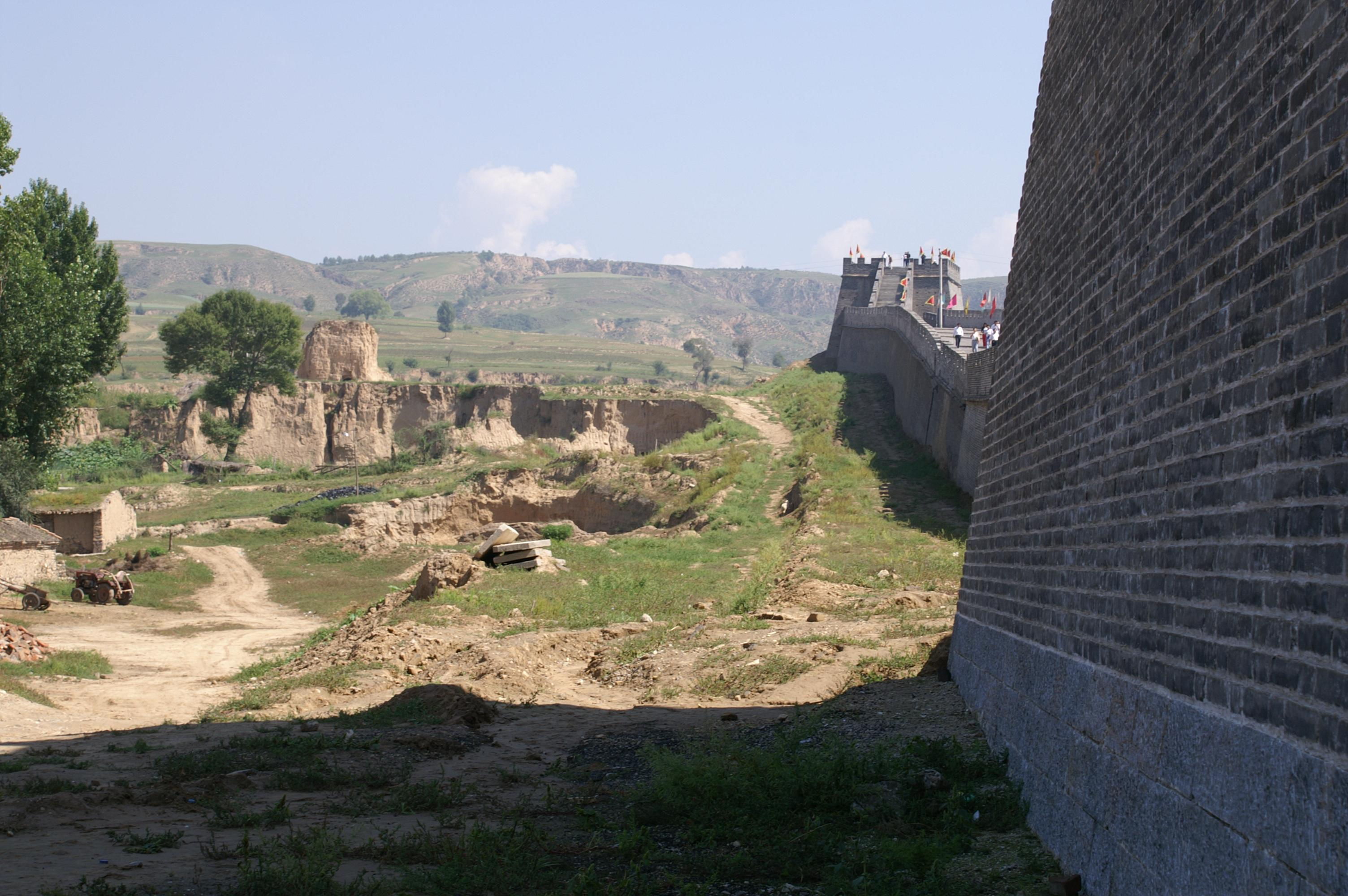
Vạn Lý Trường Thành ở vùng ranh giới giữa Nội Mông và Sơn Tây. Phần lớn các đoạn Trường Thành còn lại đến nay được xây vào thời Minh

Thành Cát Tư Hãn đã thống nhất các bộ lạc Mông Cổ vào năm 1206 và lập ra đế quốc Mông Cổ, người Mông Cổ tiêu diệt Tây Hạ vào năm 1227, và tiêu diệt Kim vào năm 1234. Năm 1271, cháu nội của Thành Cát Tư Hãn là Hốt Tất Liệt đã lập ra nhà Nguyên. Năm 1260, Hốt Tất Liệt đã đăng cơ tại Khai Bình, nằm gần Đa Luân của Nội Mông ngày nay. Năm 1263, Hốt Tất Liệt hạ chiếu thăng Khai Bình thành Thượng Đô. Năm 1267, Hốt Tất Liệt đã thiên đô về Trung Đô của Kim trước đây (tức Bắc Kinh ngày nay), Thượng Đô trở thành bồi đô của nhà Nguyên. Trong thời gian này, các bộ tộc Uông Cổ (Ongud) và Hoằng Cát Lạt (Onggirat) là các sắc dân thống trị khu vực nay là Nội Mông.
Thời Nguyên, bắc bộ Nội Mông thuộc Lĩnh Bắc đẳng xứ hành trung thư tỉnh, tỉnh hội đặt tại Hòa Lâm (Karakorum, nay thuộc nước Mông Cổ). Khu vực Hô Luân Bối Nhĩ và Thông Liêu ở đông bộ thuộc Liêu Dương đẳng xứ hành trung thư tỉnh, một bộ phận tây bộ Nội Mông thuộc Cam Túc đẳng xứ hành trung thư tỉnh, một bộ phận nhỏ ở trung bộ Nội Mông thuộc Trung thư tỉnh (chịu sự quản lý trực tiếp của triều đình trung ương Nguyên).
Ngày 8 tháng 1 năm 1359, Hồng cân quân (紅巾軍) đã công nhập Thượng Đô, đốt phá cung điện. Ngày 20 tháng 7 năm 1369, quân Minh công chiếm Thượng Đô. Sau khi trục xuất được người Mông Cổ ra khỏi Trung Nguyên, nhà Minh đã cho tái thiết Vạn Lý Trường Thành, gần tương ứng với ranh giới phía nam của khu tự trị Nội Mông hiện nay. Còn người Mông Cổ sau khi để mất Trung Nguyên đã rút về Tái Ngoại, phía bắc sa mạc Gobi và tái lập Bắc Nguyên. Nội Mông trở thành nơi đối kháng giữa Bắc Nguyên và Minh. Trong sự biến Thổ Mộc bảo năm 1449, thủ lĩnh người Ngõa Lạt (Oirat) là Dã Tiên (也先) đã bắt được hoàng đế nhà Minh là Minh Anh Tông. Sau đó, người Mông Cổ lại di chuyển từ phía bắc xuống phía nam. Từ đó đến năm 1635, Nội Mông là trung tâm chính trị và văn hóa của Bắc Nguyên.
Trên thực tế, không lâu sau khi thành lập, Bắc Nguyên đã phân liệt thành các nhóm Thát Đát, Ngõa Lạt và Ngột Lương Cáp. Cuối thế kỷ XV, Đạt Diên Hãn (达延汗) của đông bộ Mông Cổ đã thống nhất Mạc Nam và thực hiện "Trung hưng". Đạt Diên Hãn đã tổ chức lại người Mông Cổ Đông thành 6 tümen (nghĩa là "vạn"). Mặc dù việc này đã làm suy yếu hệ thống quyền lực của dòng dõi hậu duệ Thành Cát Tư Hãn song nó đã tạo ra một tình hình hòa bình và người Mông Cổ Đông có thể mở rộng phạm vi ra bên ngoài. Năm 1572, A Lặc Thản Hãn (阿勒坦汗)-cháu của Đạt Diên Hãn, đã đưa Thổ Mặc Đặc bộ đến địa phận Hô Hòa Hạo Đặc ngày nay, xây dựng thành "Khố Khố Hòa Đồn" trong địa phận Ngọc Tuyền, từ đó, Thổ Mặc Đặc bộ bắt đầu thay đổi phương thức sinh hoạt từ du mục trên thảo nguyên sang định cư. Nền hoà bình tản quyền của người Mông Cổ được dựa trên sự thống nhất tôn giáo và văn hóa tạo ra bởi các hệ thống nghi lễ thờ cúng. A Lặc Thản Hãn thiết lập quan hệ phiên thuộc với nhà Minh, được triều Minh phong là "Thuận Nghĩa vương". Một loại bệnh dịch đậu mùa cùng việc không có thương mại đã khiến người Mông Cổ tràn sang cướp bóc tại các huyện của Trung Quốc. Năm 1571, nhà Minh đã mở cửa giao thương với 3 Tumen Hữu của Đông bộ Mông Cổ. Việc cải sang Phật giáo với quy mô lớn trong Ba Tumen Hữu diễn ra từ năm 1575. Triều đình nhà Minh đã từng thiết lập trên 20 vệ sở Mông Cổ ở tây bộ Liêu Đông, nam bộ Mạc Nam, bắc bộ Cam Túc và Cáp Mật, đứng đầu các vệ sở này là các thủ lĩnh phong kiến Mông Cổ.

### Thời Thanh

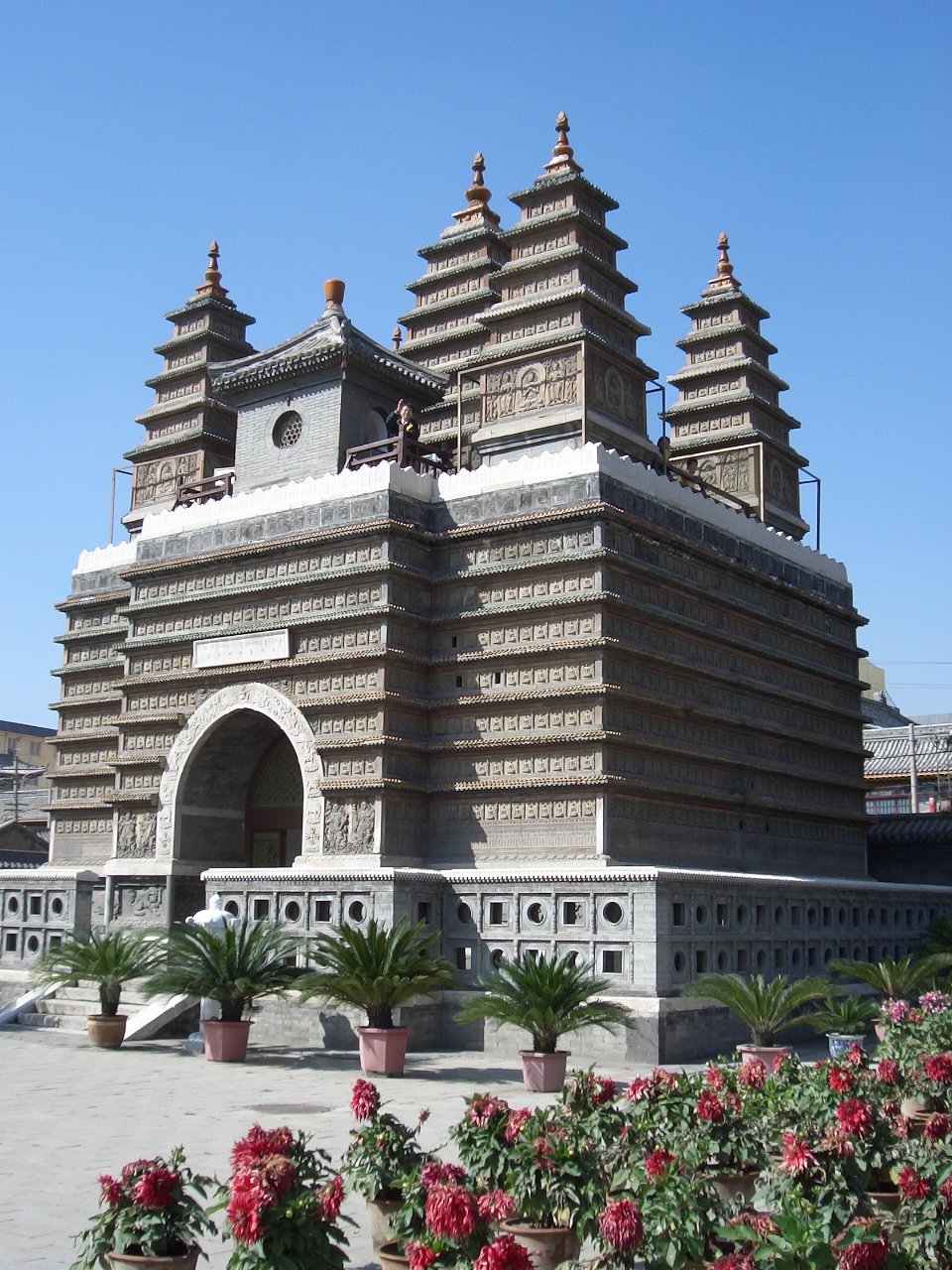
Từ Đăng tự tháp (慈灯寺塔) tại Hohhot được xây từ năm 1732, tức thời Ung Chính Đế nhà Thanh

Các bộ lạc Mông Cổ Đông chủ yếu thuộc nhánh Khoa Nhĩ Thấm (Khorchin) và Khách Nhĩ Khách (Khalkha) Nam ở khu vực đông bộ Nội Mông đã tiến hành thông hôn, lập liên minh với nhau và từng chiến đầu với người Nữ Chân. Những năm cuối thế kỷ XVI và đầu thế kỷ XVII, Nỗ Nhĩ Cáp Xích đã thành lập nên nước Hậu Kim và dần kiểm soát được các bộ lạc Mông Cổ tại Mãn Châu. Người Mãn tiếp tục giành được quyền kiểm soát đối với các bộ lạc Mông Cổ ở xa hơn tại khu vực Nội Mông vào năm 1635, khi con trai của Lâm Đan Hãn (林丹汗) là Ngạch Triết (额哲) đã hạ lệnh các bộ lạc Sát Cáp Nhĩ của người Mông Cổ đầu hàng người Mãn. Người Mãn sau đó đã xâm nhập Trung Nguyên, lập ra nhà Thanh, tiêu diệt Nam Minh và thống trị toàn cõi Trung Quốc. Trong thời nhà Thanh (1636–1912), các khu vực khác nhau của Mông Cổ được quản lý theo các cách khác nhau:
- "Ngoại Trát Tát Khắc Mông Cổ": Tương ứng với nước Mông Cổ độc lập hiện nay, cộng thêm vùng Đường Nỗ Ô Lương Hải nay thuộc về Nga, và một phần phía bắc Tân Cương. Ngoại Mông bao gồm 4 bộ của nhánh Khách Nhĩ Khách (Khalkha) của người Mông Cổ ở phía bắc sa mạc Gobi, cũng như Đường Nỗ Ô Lương Hải và khu vực Khoa Bố Đa (Khovd) ở phía tây bắc, thuộc quyền quản lý của Ô Lý Nhã Tô Thai tướng quân (乌里雅苏台将军) từ thành Ô Lý Nhã Tô Thai (Uliastai).
- "Nội Trát Tát Khắc Mông Cổ": Tương ứng với Nội Mông ngày nay cộng thêm các khu vực lân cận của các tỉnh Liêu Ninh và Cát Lâm. Các kì và bộ trong khu vực này phân thuộc sáu minh: Triết Lý Mộc minh (哲里木盟), Chiêu Ô Đạt minh (昭乌达盟), Trác Tát Đồ minh (卓索图盟), Tích Lâm Quách Lặc minh (锡林郭勒盟), Ô Lan Sát Bố minh (乌兰察布盟), Y Khắc Chiêu minh (伊克昭盟)
- "Tây Sáo Mông Cổ": gồm A Lạp Thiện Ách Lỗ Đặc kỳ (阿拉善厄鲁特旗, Alashan Öölüd) và Ngạch Tể Nạp Thổ Nhĩ Hỗ Đặc kỳ (额济纳土尔扈特旗, Ejine Torghuud) tách biệt so với các bộ của Ngoại Mông và các minh của Nội Mông. Lãnh thổ hai kỳ này gần tương ứng với minh A Lạp Thiện ở cực tây Nội Mông hiện nay.
- "Bát Kỳ Sát Cáp Nhĩ: được quản lý bởi chỉ huy quân sự tại Sát Cáp Nhĩ (nay là Trương Gia Khẩu). Phạm vi của nó tương ứng với nam bộ Ô Lan Sát Bố và Ba Ngạn Náo Nhĩ của Nội Mông hiện nay, cộng thêm khu vực quanh Trương Gia Khẩu thuộc tỉnh Hà Bắc. Đương thời, Bát kỳ Sát Cáp Nhĩ cũng quản lý một số khu vực giáp giới của Trực Lệ và Sơn Tây.
- Quy Hóa thành Thổ Mặc Đặc kỳ (归化城土默特): thuộc quyền kiểm soát của chỉ huy quân sự tại Tuy Viễn (nay là Hô Hòa Hạo Đặc). Phạm vi của kỳ này tương ứng với vùng phụ cận thành phố Hô Hòa Hạo Đặc hiện nay. Đương thời, Quy Hóa thành Thổ Mặc Đặc kỳ cũng quản lý các vùng giáp ranh của tỉnh Sơn Tây ngày nay.
- Vùng Hô Luân Bối Nhĩ ở Đông Bắc Nội Mông thuộc quyền quản lý của Hắc Long Giang tướng quân, một trong ba tướng quân nha môn tại Mãn Châu.

Thông thường thì người Mông Cổ không được phép để người ngoài vào minh của mình. Tuy nhiên, trong suốt thế kỷ XVIII, người Hán bắt đầu định cư bất hợp pháp với số lượng ngày càng tăng trong vùng thảo nguyên Nội Mông Cổ. Năm 1791, đã có rất nhiều người Hán định cư tại Tiền Quách Nhĩ La Tư kỳ (nay thuộc Cát Lâm) đến nỗi trát tắc khắc (扎萨克, jasak, quan chức Mông Cổ bản địa) đã thỉnh cầu triều đình nhà Thanh hợp pháp hóa tình trạng của những nông dân đã định cư tại kỳ của mình.
Trong thế kỷ XIX, người Mãn ngày càng bị Hán hóa, họ cũng phải đối mặt với mối đe dọa đến từ Nga, vì thế triều đình nhà Thanh bắt đầu cho phép và khuyến khích các nông dân người Hán đến định cư cả ở Mông Cổ lẫn Mãn Châu. Các tuyến đường sắt được xây dựng trong khu vực đặc biệt hữu ích đối với những người Hán định cư. Đất đai của người du mục hoặc là được bán cho các thân vương Mông Cổ, hoặc cho các nông dân người Hán thuê, đôi khi điều này chỉ đơn giản là lấy đất của người du mục và trao cho nông dân người Hán.

### Thời Dân Quốc
Ngoại Mông đã giành được độc lập vào năm 1911, khi Triết Bố Tôn Đan Ba Hô Đồ Khắc Đồ (Jebtsundamba Khutuktu, lãnh tụ tinh thần Cách-lỗ phái của Mông Cổ) thứ tám trở thành hãn của Mông Cổ, tức Bogd Khan. Mặc dù hầu hết các kỳ ở Nội Mông công nhận Bogd Khan là lãnh tụ tối cao của người Mông Cổ, tuy nhiên xung đột nội bộ trong khu vực đã ngăn cản một sự thống nhất hoàn chỉnh. Các cuộc nổi dậy của người Mông Cổ tại Nội Mông đã gặp phải trở ngại khi các thân vương Mông Cổ hy vọng vào việc nhà Thanh phục hồi tại Mãn Châu và Mông Cổ do họ nhận định sự cai trị thần quyền của Bogd Khan sẽ làm cản trở mục tiêu hiện đại hóa Mông Cổ.
Trung Hoa Dân Quốc ra đời và hứa hẹn về một quốc gia mới của năm dân tộc (Hán, Mãn, Mông, Tạng và Hồi), và tiến hành đàn áp các cuộc nổi dậy của người Mông Cổ trong khu vực, buộc các thân vương tại Nội Mông phải công nhận Trung Hoa Dân Quốc.
Sau đó, chính phủ Quốc dân tái tổ chức Nội Mông thành 5 tỉnh:
- Nhiệt Hà bao gồm các minh Chiêu Ô Đạt và Trác Tát Đồ, cộng thêm khu vực Thừa Đức thuộc tỉnh Hà Bắc hiện nay.
- Sát Cáp Nhĩ bao gồm minh Tích Lâm Quách Lặc cũng như phần lớn của Bát kỳ Sát Cáp Nhĩ trước đây.
- Tuy Viễn bao gồm minh Ô Lan Sát Bố, Y Khắc Chiêu và khu vực Hà Sáo (Quy Hóa thành Thổ Mặc Đặc kỳ trước đó)
- Hô Luân Bối Nhĩ nằm trong địa phận của tỉnh Hắc Long Giang.
- Hầu hết minh Triết Lý Mộc thuộc về tỉnh Phụng Thiên.
- Tây Sáo Mông Cổ, tức hai kỳ A Lạp Thiện và Ngạch Tể Nạp được hợp nhất vào tỉnh Cam Túc. Sau khi Ninh Hạ tách khỏi Cam Túc, Tây Sáo Mông Cổ thuộc về tỉnh Ninh Hạ.

### Thời Mãn Châu Quốc và Mông Cương

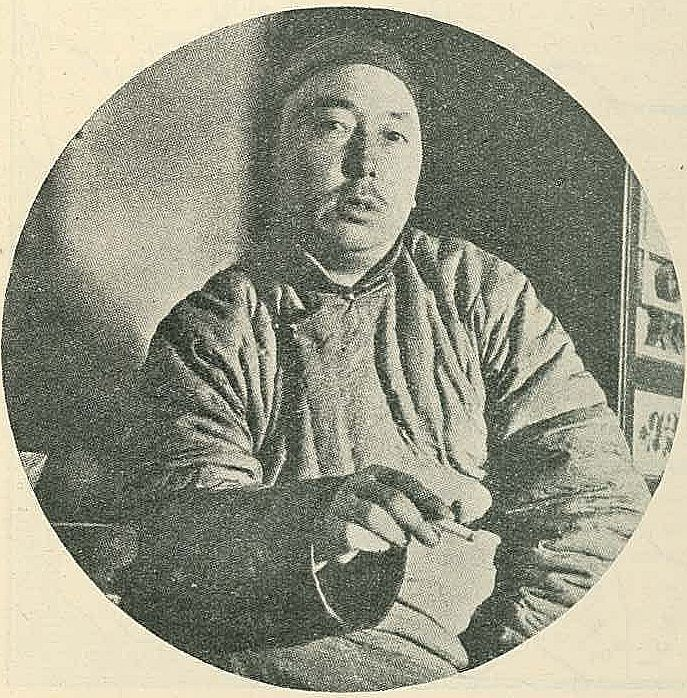
Đức vương Demchugdongrub, người đứng đầu chính phủ Mông Cương

Sau sự biến Mãn Châu vào năm 1931, vùng Mãn Châu bao gồm cả đông bộ Nội Mông (Hô Luân Bối Nhĩ và Triết Lý Mộc) bị Nhật Bản chiếm đóng. Ngày 18 tháng 2 năm 1932, người Nhật đã tuyên bố thành lập Mãn Châu Quốc, người đứng đầu Mãn Châu Quốc trên danh nghĩa là cựu hoàng đế Phổ Nghi của nhà Thanh. Ban đầu, Mãn Châu Quốc thành 5 tỉnh, trong đó hai tỉnh Hưng An và tỉnh Nhiệt Hà thuộc địa bàn Nội Mông hiện nay. Sau đó, tỉnh Hưng An được thành bốn tỉnh là Hưng An Bắc, Hưng An Đông, Hưng An Tây và Hưng An Nam. Đến năm 1943 thì lại hợp lại thành tổng tỉnh Hưng An.
Trong thời gian diễn ra Chiến tranh Trung-Nhật, vương gia Mông cổ là Đức Quận vương Demchugdongrub đã hợp tác với người Nhật và tuyên bố độc lập tại phần còn lại của Nội Mông (tức tại Tuy Viễn và Sát Cáp Nhĩ). Đến tháng 10 năm 1937, nó được đổi tên thành Mông Cổ Liên minh Tự trị Chính phủ (蒙古聯盟自治政府). Vào ngày 1 tháng 9 năm 1939, các chính quyền chủ yếu là người Hán ở Nam Sát Cáp nhĩ và Bắc Sơn Tây được hợp nhất với Mông Cổ Liên minh Tự trị Chính phủ, hình thành Mông Cương Liên hiệp Tự trị Chính quyền (蒙疆聯合自治政府). Thủ phủ của chính quyền này nằm gần Khách Lạp Can (Trương Gia Khẩu), quyền kiểm soát trải rộng đến tận khu vực quanh Hohhot. Sau khi Uông Tinh Vệ thành lập chính quyền mới của Trung Hoa Dân Quốc ở Nam Kinh, Mông Cương được đặt dưới sự kiểm soát của thế lực này mặc dù vẫn hoàn toàn tự trị.
Trong Chiến dịch Mãn Châu (1945), Hồng quân Liên Xô đã đánh bại quân Nhật, chiếm đóng cả Mãn Châu Quốc lẫn Mông Cương. Liên Xô đã sử dụng Mông Cổ làm căn cứ cho chiến dịch Mãn Châu và đã đánh bại được quân Nhật. Quân đội Nhân dân Mông Cổ đóng vai trò giới hạn trong xung đột, nhưng nó đã giúp Stalin có phương tiện để buộc phía Trung Hoa Dân Quốc phải công nhận nền độc lập của Mông Cổ. Hiệp ước Trung-Xô đã đánh dấu việc phân chia vĩnh viễn Mông Cổ thành nước Cộng hòa Nhân dân Mông Cổ độc lập và vùng Nội Mông thuộc Trung Quốc.

### Sau Thế chiến II

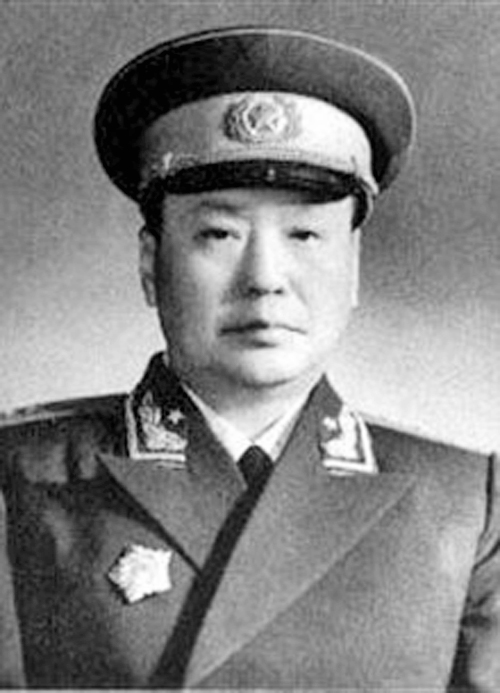
Ô Lan Phu, Chủ tịch đầu tiên của Khu tự trị Mông Cổ, ông có biệt danh là "Mông Cổ vương"

Vào cuối Chiến tranh thế giới thứ hai, phe cộng sản đã có một lực lượng dân quân, tích cực chống đối nỗ lực độc lập của các thân vương người Mông Cổ thuộc dòng dõi Thành Cát Tư Hãn với danh nghĩa chống chế độ phong kiến. Sau khi kết thúc chiến tranh, Cộng sản đảng đã giành được quyền kiểm soát Mãn Châu cũng như Nội Mông với sự hỗ trợ của Liên Xô. Tháng 4 năm 1947, tại Vương Da miếu (王爺廟) thuộc Ô Lan Hạo Đặc ngày nay, đã diễn ra hội nghị Đại biểu Nhân dân Nội Mông Cổ, hội nghị này đã thông qua việc thành lập chính phủ tự trị Nội Mông Cổ, cử Ô Lan Phu (乌兰夫) làm chủ tịch chính phủ tự trị.
Ban đầu, khu tự trị Mông Cổ chỉ bao gồm khu vực Hô Luân Bối Nhĩ, sau đó nó được mở rộng về phía tây khi quân Cộng sản thành lập Cộng hòa Nhân dân Trung Hoa và kiểm soát hoàn toàn Trung Quốc đại lục. Nội Mông cuối cùng bao gồm lãnh thổ 5/6 minh từ thời nhà Thanh (riêng minh Trác Tác Đồ vẫn thuộc tỉnh Liêu Ninh), phần phía bắc của khu vực Sát Cáp Nhĩ (khu vực phía nam thuộc tỉnh Hà Bắc), vùng Hà Sáo. Năm 1954, chính phủ nhân dân khu tự trị Nội Mông Cổ dời đến thành phố Quy Tuy, đổi tên thành Hohhot. Cùng năm, tỉnh Ninh Hạ bị bãi bỏ, các kì A Lạp Thiện và Ngạch Tể Nạp quy thuộc khu tự trị Nội Mông. Năm 1955, tỉnh Nhiệt Hà bị bãi bỏ, ba huyện Xích Phong, Ô Đan, Ninh Thành cùng ba kì Ngao Hán, Khách Lạt Thấm, Ông Ngưu Đặc quy thuộc minh Chiêu Ô Đạt của khu tự trị Nội Mông.
Trong Cách mạng văn hóa, chính phủ của Ô Lan Phu bị thanh lọc, và một làn sóng đàn áp đã được khởi xướng để chống lại người Mông Cổ trong khu tự trị. Năm 1969, một phần lớn lãnh thổ của Nội Mông bị phân chia cho các tỉnh xung quanh, Hô Luân Bối Nhĩ bị phân chia giữa Hắc Long Giang và Cát Lâm, Triết Lý Mộc sáp nhập và Cát Lâm, Chiêu Ô Đạt bị sáp nhập vào Liêu Ninh, còn khu vực A Lạp Thiện và Ngạc Tể Nạp bị phân chia giữa Cam Túc và Ninh Hạ. Đến năm 1979, các vùng đất này lại được chuyển về cho Nội Mông.
Nội Mông Cổ đã phát triển đáng kể kể từ khi Đặng Tiểu Bình khởi xướng cải cách kinh tế vào năm 1978. Trong thập niên đầu của thế kỷ XXI, tăng trưởng GDP của Nội Mông đã vươn lên xếp vào hàng cao nhất tại Trung Quốc, chủ yếu là nhờ ngành công nghiệp tài nguyên thiên nhiên trong khu vực.

## Địa lý

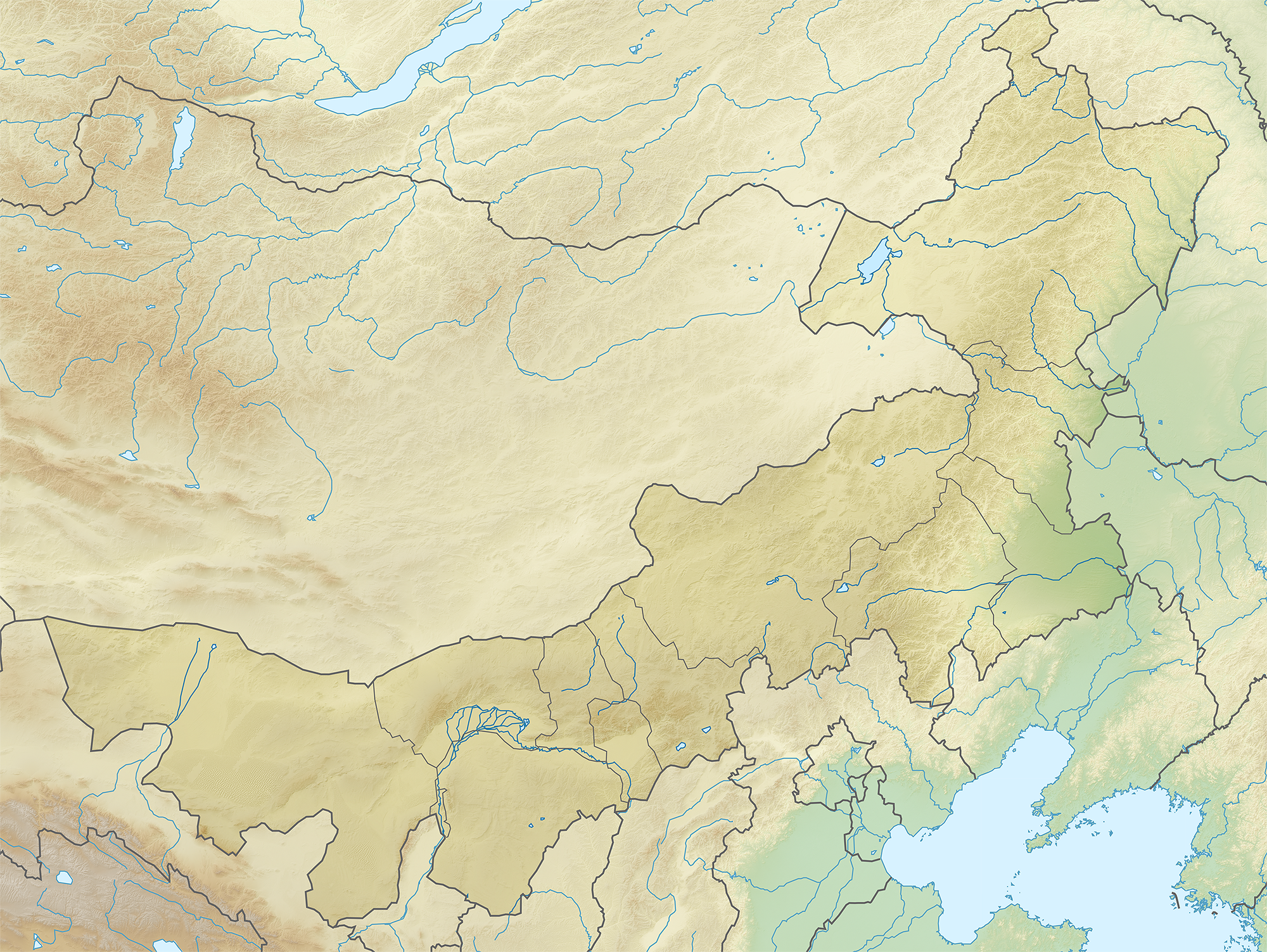
Bản đồ địa hình Nội Mông

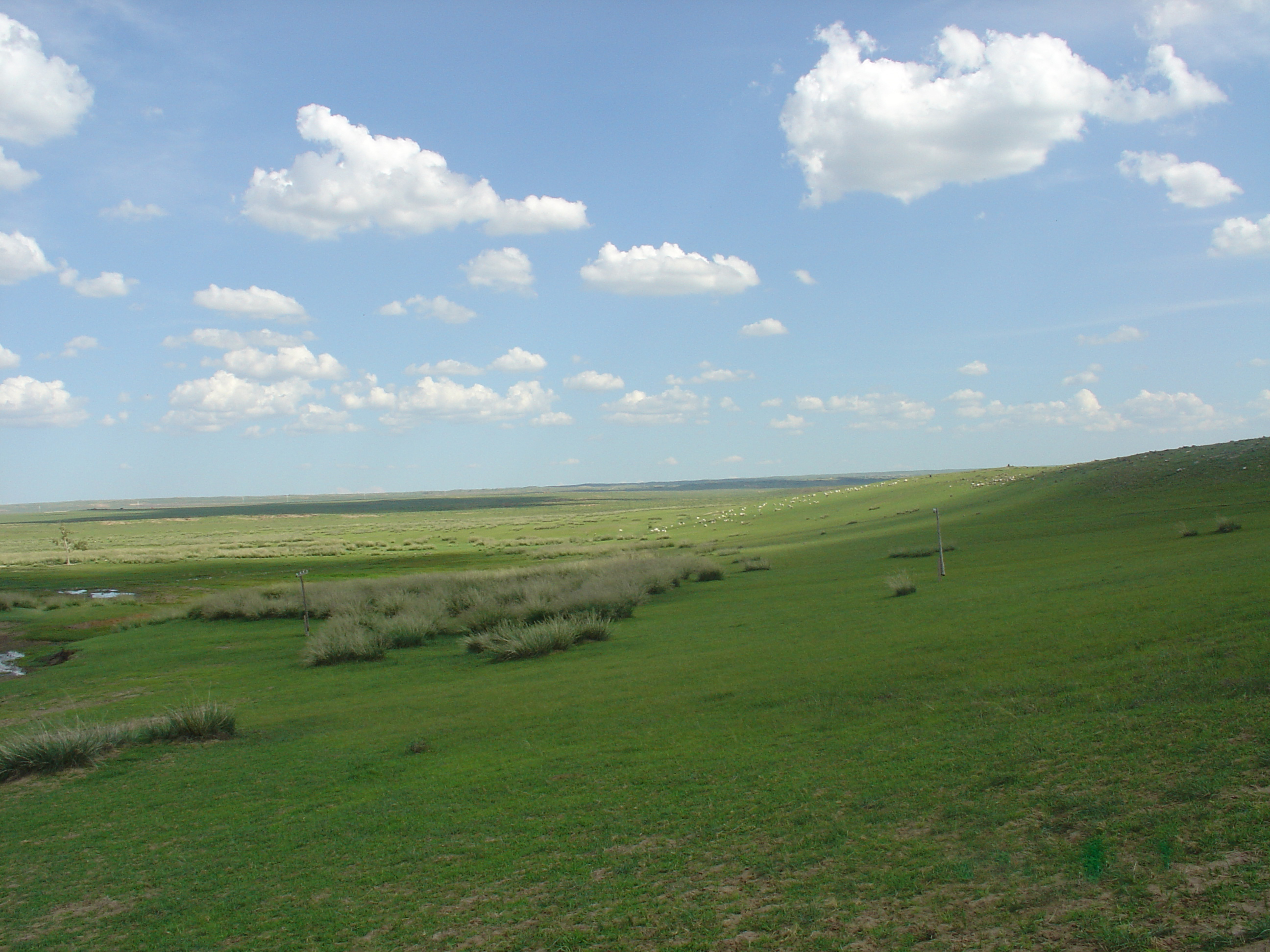
Thảo nguyên Nội Mông

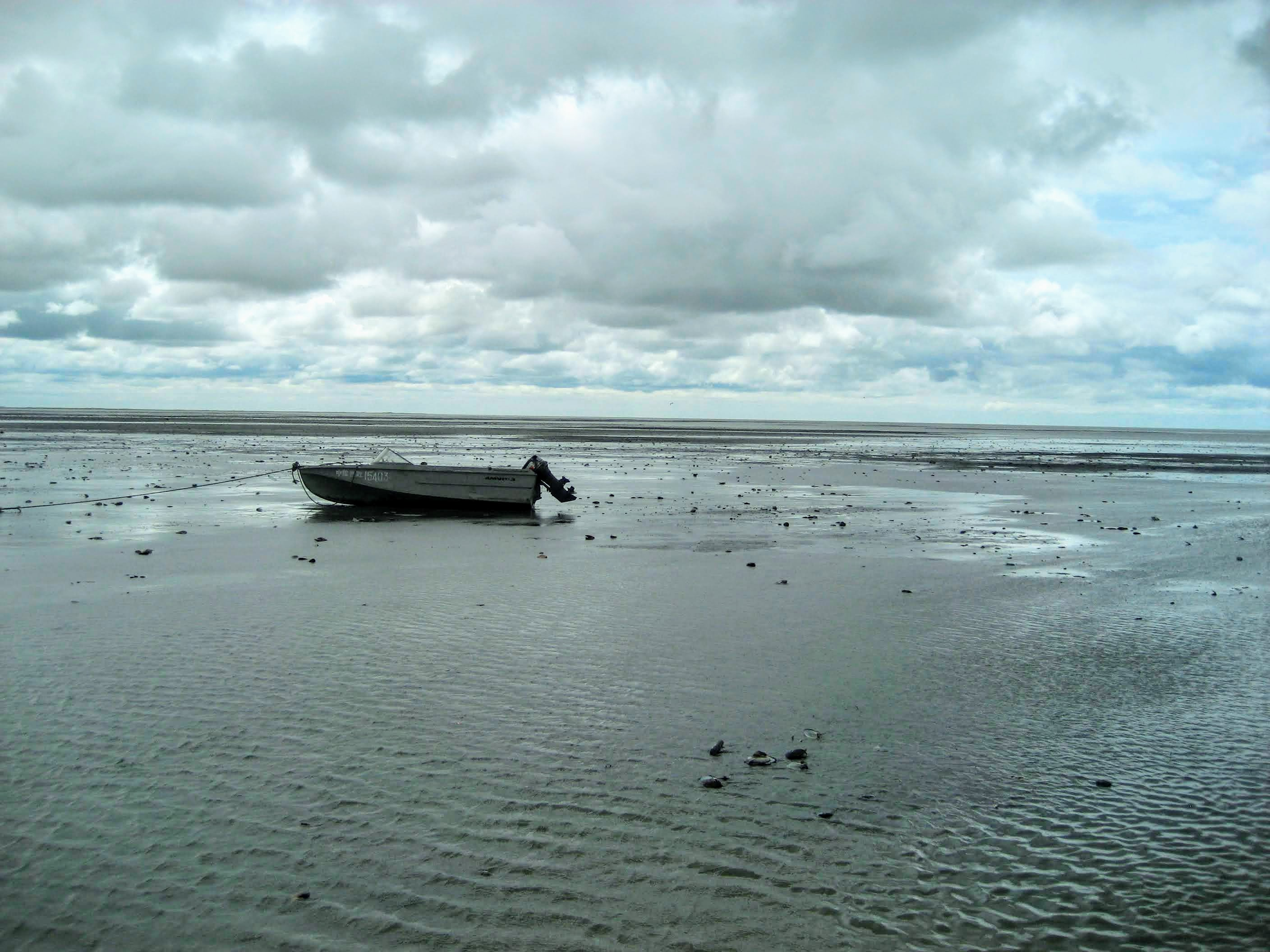
Hồ Hô Luân

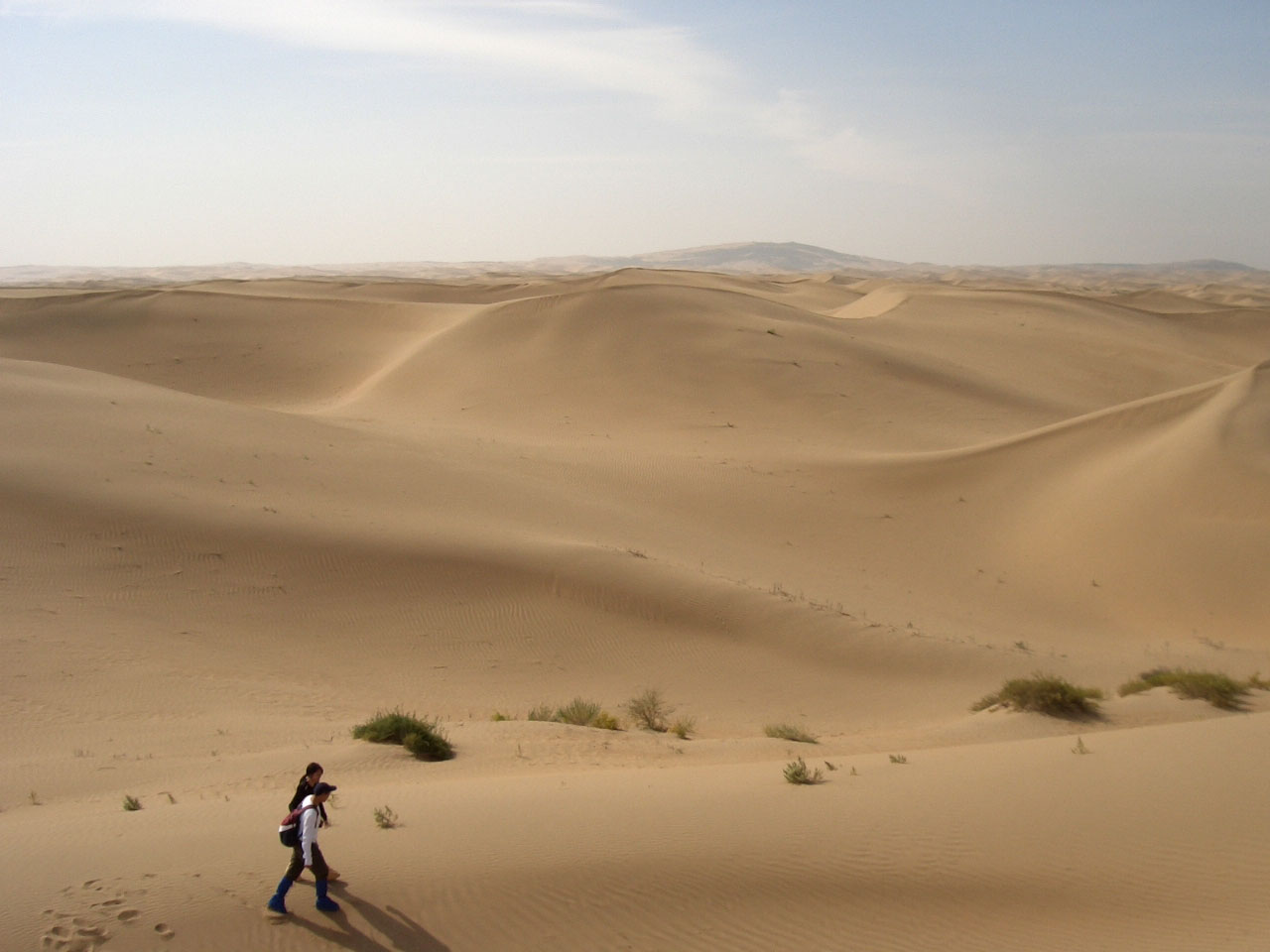
Sa mạc Gobi ở Nội Mông

Khu tự trị Nội Mông có lãnh thổ trải dài từ đông sang tây, lần lượt tiếp giáp với các tỉnh Hắc Long Giang, Cát Lâm, Liêu Ninh, Hà Bắc, Sơn Tây, Thiểm Tây, Cam Túc và Khu tự trị dân tộc Hồi Ninh Hạ. Nội Mông có 4.200 km đường biên giới quốc tế với Nga (vùng Zabaykalsky) ở phía tây của địa cấp thị Hulunbuir và với Mông Cổ (các tỉnh Dornod, Sukhbaatar, Dornogovi, Omnogovi, Bayankhongor và một đoạn nhỏ với tỉnh Govi-Altai) ở phía bắc. Nội Mông trải dài 2.400 km theo chiều đông tây, 1.700 km theo chiều bắc nam và nằm trên ba khu vực lớn của Trung Quốc là: Đông Bắc, Hoa Bắc và tây bắc. Tổng diện tích của khu tự trị Mông Cổ là 1,183 triệu km², chiếm 12,3% tổng diện tích toàn Trung Quốc, đứng thứ ba trong số các đơn vị hành chính cấp tỉnh tại Trung Quốc.

### Địa hình
Nhìn chung, khu tự trị Nội Mông Cổ có địa mạo cao nguyên, phần lớn các khu vực có cao độ trên 1.000 mét. Cao nguyên Nội Mông Cổ là cao nguyên cao thứ hai trong bốn cao nguyên lớn của Trung Quốc (cùng với cao nguyên Thanh Tạng, cao nguyên Hoàng Thổ và cao nguyên Vân-Quý). Ngoài ra, một số bộ phận nhỏ ở cực nam của Nội Mông cũng thuộc về cao nguyên Hoàng Thổ. Ngoài cao nguyên, Nội Mông còn có các vùng núi, gò đồi, bình nguyên, sa mạc, mặt nước.

### Khí hậu
Do ảnh hưởng của vị trí địa lý và địa hình, Nội Mông có các vùng khí hậu phức tạp và đa dạng song chủ yếu là khí hậu lục địa, chịu ảnh hưởng của gió mùa . Vào mùa xuân, nhiệt độ tăng lên, có nhiều gió lớn; mùa hè ấm và rất ngắn, lượng giáng thủy tập trung vào mùa này; nhiệt độ giảm rõ rệt vào mùa thu, sương giá thường đến sớm; mùa đông có nhiệt độ lạnh khắc nghiệt và kéo dài, có nhiều đợt sóng lạnh ập đến.
Lượng giáng thủy hàng năm của Nội Mông dao động từ 100–500 mm, mỗi năm có từ 80-150 ngày không có sương giá, số giờ nắng hàng năm là trên 2.700 giờ. Đại Hưng An lĩnh và dãy núi Âm Sơn là các giới tuyến phân chia khí hậu tự nhiên trọng yếu của Nội Mông.

### Tài nguyên nước
Nội Mông có hàng nghìn sông và gần một nghìn hồ lớn nhỏ, trong đó có 107 sông có diện tích lưu vực trên 1000 km², 258 sông có diện tích lưu vực 300 km². Sông lớn nhất tại Nội Mông là Hoàng Hà, chảy vào Nội Mông ở phụ cận Thạch Chủy Sơn thuộc Ninh Hạ. Trên địa phận Nội Mông, ban đầu Hoàng Hà chảy từ nam lên bắc sau đó lại chuyển hướng đông-tây (từ Bayan Nur) và bắc-nam (từ Hohhot), quanh cao nguyên Ordos, hình thành một hình móng ngựa. Khu vực quanh đoạn hình móng ngựa này của Hoàng Hà được gọi là Hà Sáo (河套) và được chia tiếp thành hai phần đông và tây, trong đó phần thuộc Nội Mông chủ yếu thuộc Đông Sáo.
Lượng tài nguyên nước bề mặt của toàn Nội Mông là 40,66 tỉ m³, nếu không tính Hoàng Hà thì hạ xuống còn 37,1 tỉ m³, chỉ chiếm 1,67% so với toàn Trung Quốc; lượng tài nguyên nước ngầm của Nội Mông là 13,925 tỉ m³, chiếm 2,9% so với toàn Trung Quốc; sau khi khấu trừ, tổng tài nguyên nước của Nội Mông là 54,595 tỉ m³. Tính trung bình mỗi năm, một người dân Nội Mông có 2.370 m³ nước, một ha đất canh tác có khoảng một vạn m³ nước. Tuy vậy, tài nguyên nước ở Nội Mông phân bố không đồng đều và cũng không thuận lợi cho con người cũng như hoạt động canh tác.
Lưu vực Hắc Long Giang ở Hulunbuir và Hưng An ở đông bộ chiếm 27% diện tích toàn Nội Mông, tuy nhiên tổng tài nguyên nước lại chiếm 65% của toàn khu tự trị. Hồ Hô Luân ở Hunlunbuir là một trong các hồ nước ngọt có diện tích bề mặt lớn nhất Trung Quốc với diện tích 2.339 km². Hồ bị đóng băng từ đầu tháng 11 tới đầu tháng 5 năm sau và lớp băng có thể dày tới 1 mét. Đổ nước vào hồ Hô Luân là sông Khắc Lỗ Luân có tổng chiều dài 1.254 km, chảy từ nước Mông Cổ sang và sông Ô Nhĩ Tốn (乌尔逊河) dài 223 km chảy từ hồ Bối Nhĩ trên biên giới giữa Nội Mông và nước Mông Cổ, chảy vào hồ Bối Nhĩ là sông Khalkhyn Gol nổi tiếng. Thông qua một hệ thống sông nhỏ và kênh rạch, nước từ hồ Hô Luân chảy vào sông Ngạch Nhĩ Cổ Nạp. Sông Ngạch Nhĩ Cổ Nạp bắt nguồn từ sườn tây của Đại Hưng An lĩnh, sau đó sông tạo thành 944 km đường biên giới tự nhiên giữa Trung Quốc (Nội Mông) với Nga (vùng Zabaykalsky). Sông Ngạch Nhĩ Cổ Nạp sau đó hợp lưu với sông Shilka để tạo thành Hắc Long Giang. Sườn đông Đại Hưng An lĩnh của Nội Mông thuộc lưu vực Nộn Giang, một số chi lưu của Nộn Giang chảy trên địa phận Nội Mông là Cam Hà (甘河), sông Hoắc Lâm (霍林河), sông Nhã Lỗ (雅鲁河), sông Nặc Mẫn (诺敏河), sông Thao Nhi (洮儿河).
Một bộ phận Nội Mông thuộc lưu vực Tây Liêu Hà của Liêu Hà, và sông Vĩnh Định của Hải Hà, Loan Hà. Tổng diện tích Liêu Hà, Hải Hà, Loan Hà, Hoàng Hà chiếm 26% tổng diện tích của Nội Mông, chiếm 25% tổng lượng tài nguyên nước của Nội Mông.. Sông Tây Nạp Mộc Luân (西拉木伦河) hợp lưu với sông Lão Cáp (老哈河) tại Thông Liêu để hình thành nên Tây Liêu Hà, sau đó Tây Liêu Hà còn nhận thêm nước từ Tân Khai Hà trước khi hợp lưu với Đông Liêu Hà, Đông Liêu Hà tạo thành một đoạn ranh giới tự nhiên ngắn giữa Nội Mông và Liêu Ninh.
Các hồ lớn khác tại Nội Mông là Đạt Lý Nặc Nhĩ (达里诺尔) ở Xích Phong và Ô Lương Tố Hải (乌梁素海) ở tiền kỳ Ô Lập Đặc.

### Sa mạc
Sa mạc Gobi trải trên một diện tích lớn lãnh thổ Nội Mông và phía nam của nước Mông Cổ. Sa mạc Gobi là sa mạc có diện tích lớn thứ 4 trên thế giới. Phần tây nam của sa mạc Gobi thuộc tây bộ Nội Mông còn được gọi với cái tên Tiểu Gobi được giới hạn bởi Hoàng Hà ở phía đông, sông Ngạch Tể Nạp (额济纳河) ở phía tây và phía tây nam là dãy Kỳ Liên Sơn với cao độ 3.200 đến 3.500 m (10.500 đến 11.500 ft). Sa mạc Ordos bao trùm phần Đông Bắc của cao nguyên Ordos, tại đoạn uốn khúc cực bắc của Hoàng Hà, là một bộ phận của vùng sinh thái này. Sa mạc Badain Jaran ở minh Alxa của Nội Mông cũng là một trong các sa mạc lớn nhất Trung Quốc với diện tích vào khoảng 44.300 km², đây cũng là sa mạc có đỉnh cát cao nhất thế giới với cao độ 1609,597 m so với mực nước biển. Sa mạc Tengger nằm ở tây bộ Nội Mông và trung bộ Cam Túc, kéo dài từ Hạ Lan Sơn (贺兰山) ở phía đông đến Nhã Bố Lại Sơn (雅布赖山) ở phía tây cũng là một trong các sa mạc lớn nhất Trung Quốc. Chính quyền trung ương Trung Quốc và chính quyền Nội Mông cũng tích cực chống hoang mạc hóa và sa hóa, năm 2009 toàn khu tự trị có 926 triệu mẫu bị hoang mạc hóa, giảm 3.100 mẫu so với năm 1999; diện tích bị sa hóa của Nội Mông vào năm 2009 là 622 triệu mẫu, giảm 9,18 triệu mẫu so với năm 1999.

### Sinh vật
Nội Mông có 2.718 loài thực vật hoang dã, chủ yếu gồm các loại cây cao, cây bụi, thực vật nửa thân gỗ, thực vật thân cỏ, trong đó thực vật thân cỏ phân bố trên diện tích rộng lớn nhất. Theo phân loại sinh học, Nội Mông có 2.208 loài thực vật có hạt, 62 loài quyết, 511 loài rêu. Về động vật, Nội Mông có 712 loài động vật hoang dã, chủ yếu bao gồm 138 loại thú, 436 loại chim, 28 loài bò sát, 9 loài lưỡng cư. Trong đó có 116 loài động vật được liệt vào danh sách bảo hộ trọng điểm cấp quốc gia và khu vực, với 26 loài động vật được bảo hộ cấp 1, 90 loài động vật được bảo hộ cấp 2.

## Nhân khẩu
| Tôn giáo tại Nội Mông (2005-2010)                        | Tôn giáo tại Nội Mông (2005-2010)                        | Tôn giáo tại Nội Mông (2005-2010) | Tôn giáo tại Nội Mông (2005-2010) | Tôn giáo tại Nội Mông (2005-2010) |
| -------------------------------------------------------- | -------------------------------------------------------- | --------------------------------- | --------------------------------- | --------------------------------- |
|                                                          |                                                          |                                   |                                   |                                   |
| Tín ngưỡng truyền thống Trung Hoa và Shaman giáo Mông Cổ | Tín ngưỡng truyền thống Trung Hoa và Shaman giáo Mông Cổ |                                   | 80%                               | 80%                               |
| Phật giáo Tây Tạng                                       | Phật giáo Tây Tạng                                       |                                   | 10.9%                             | 10.9%                             |
| Tôn giáo khác                                            | Tôn giáo khác                                            |                                   | 2.35%                             | 2.35%                             |
| Kitô giáo                                                | Kitô giáo                                                |                                   | 3.2%                              | 3.2%                              |
| Hồi giáo                                                 | Hồi giáo                                                 |                                   | 0.91%                             | 0.91%                             |

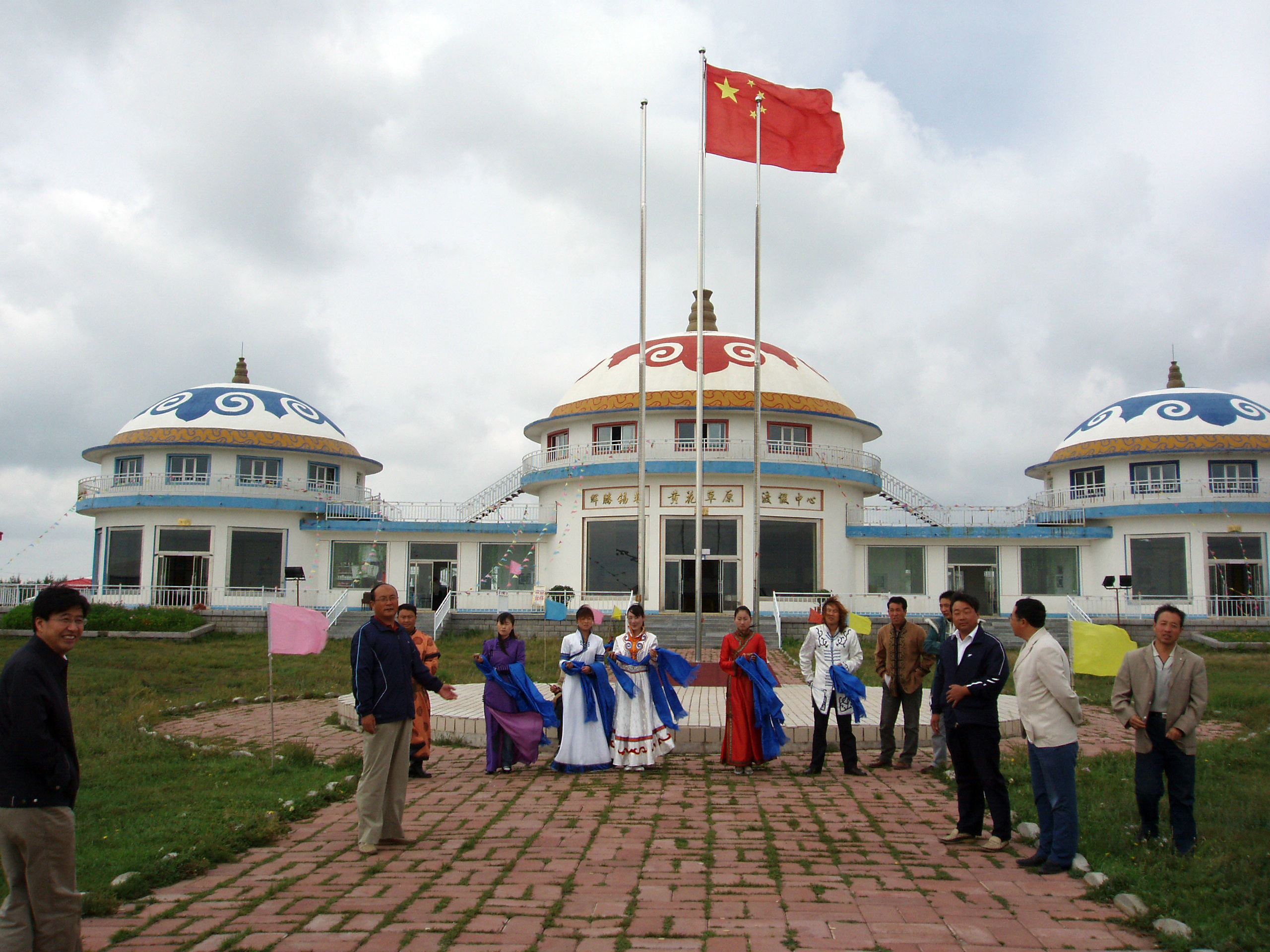
Khu nhà mô phỏng các lều du mục (yurt) và trang phục truyền thống của người Mông Cổ tại Nội Mông

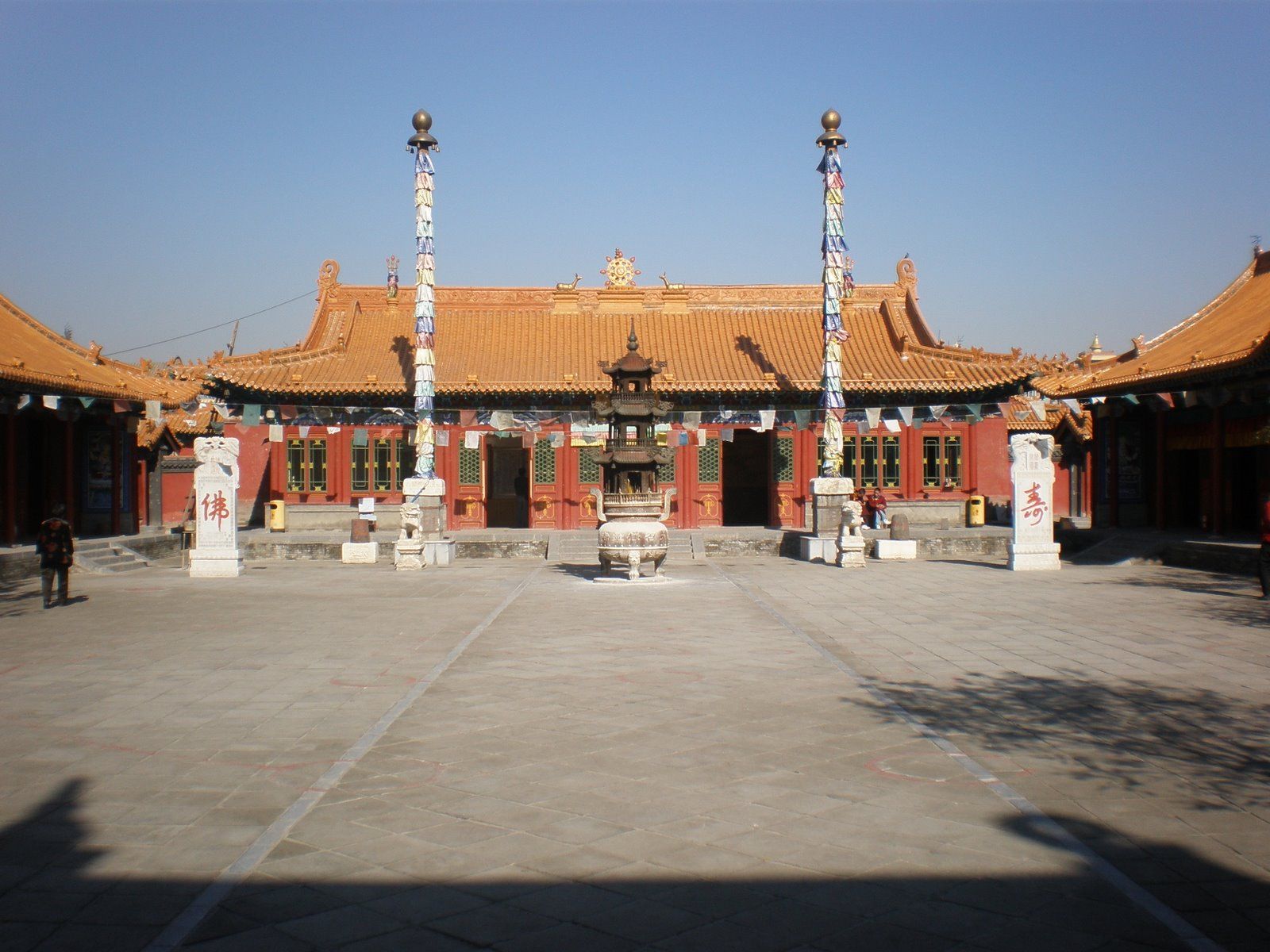
Chùa Đại Chiêu ở Hohhot, được xây dựng từ năm 1579

Khi thành lập khu tự trị Nội Mông Cổ vào năm 1947, người Hán đã chiếm 83,6% tổng dân số, trong khi người Mông Cổ chiếm 14,8%. Đến năm 2000, tỷ lệ người Hán giảm xuống còn 79,17%. Khu vực Hà Sáo dọc theo Hoàng Hà từ xa xưa đã có sự xen kẽ giữa những người nông dân ở phía nam và dân du mục ở phía bắc, những thế hệ người Hán nhập cư gần đây bắt đầu từ thế kỷ XVIII với sự khuyến khích của nhà Thanh và tiếp tục cho đến thế kỷ XX. Người Hán sinh sống chủ yếu tại vùng Hà Sáo cũng như các trung tâm dân cư khác ở trung và miền đông Nội Mông Cổ.
Người Mông Cổ là nhóm dân tộc đông thứ hai tại Nội Mông, chiếm khoảng 17% dân số. Họ bao gồm nhiều bộ tộc nói tiếng Mông Cổ khác nhau; các nhóm như người Buryat và người Oriat cũng được chính thức coi là người Mông Cổ tại Trung Quốc. Nhiều nhóm người Mông Cổ du mục truyền thống nay đã định cư và hình thành các xã hội nông thôn và tập thể hóa từ thời Mao Trạch Đông.
Các dân tộc khác là Daur (Đạt Oát Nhĩ), Evenk (Ngạc Ôn Khắc), Oroqin (Ngạc Xuân Luân), Hồi, Mãn và Triều Tiên.

### Ngôn ngữ
Người Hán tại Nội Mông Cổ khá đa dạng về phương ngữ và tùy thuộc theo vùng. Phần phía đông nói phương ngữ Đông Bắc, còn khu vực miền trung, như thung lũng Hoàng Hà, sử dụng tiếng Tấn, một phương ngữ khác của Quan thoại, do có vị trí gần các khu vực nói tiếng Tấn tại Trung Quốc như tỉnh Sơn Tây. Các thành phố như Hohhot và Bao Đầu đều nói tiếng Tấn và thỉnh thoảng không hiểu các phương ngữ khác được sử dụng ở khu vực Đông Bắc của khu tự trị như là ở Hailar.
Người Mông Cổ tại Nội Mông Cổ nói nhiều phương ngữ khác nhau của tiếng Mông Cổ, bao gồm Chahar, Bairin, Ordos, Ejin-Alxa, Barghu-Buryat… Tiếng Mông Cổ chuẩn tại Trung Quốc là phương ngữ Chahar của kỳ Chính Lam ở miền trung Nội Mông Cổ. Điều này khác biệt với tiếng Mông Cổ tại Mông Cổ, vốn lấy phương ngữ Khalkha làm chuẩn. Người người Daur, Evenk và Oroqin nói các ngôn ngữ tương ứng của dân tộc mình.
Theo luật, tất cả các ký hiệu đường phố, cửa hàng thương mại và các văn bản chính quyền đều được thể hiện bằng song ngữ Mông Cổ và Hán. Hiện có ba kênh truyền hình tiếng Mông Cổ của mạng Truyền hình vệ tinh Nội Mông Cổ. Gần đây, điều này cũng áp dụng cho các phương tiện giao thông công cộng, và tất cả các cáo thị đều viết bằng song ngữ. Nhiều người Mông Cổ, đặc biệt là giới trẻ hiện có thể nói tiếng Trung lưu loát, và tiếng Mông Cổ đang dần trở nên vắng bóng trong cuộc sống thường nhật tại các khu vực đô thị. Tuy vậy, người Mông Cổ ở khu vực nông thôn vẫn duy trì các truyền thống văn hóa của mình. Về chữ viết, Nội Mông Cổ vẫn sử dụng chữ cái Mông Cổ truyền thống trong khi nước Mông Cổ độc lập ngày nay sử dụng bảng chữ cái Kirin.

## Hành chính
|                 |                                   |                            |                      |           |         |       |
| — Địa cấp thị — |                                   |                            |                      |           |         |       |
| 2               | Bayan Nur （Ba Ngạn Náo Nhĩ）     | 巴彦淖尔市 Bāyànnào'ěr Shì | Bayannaɣur qota      | 1.669.915 | 66.103  | 25,3  |
| 3               | Ô Hải                             | 乌海市 Wūhǎi Shì           | Üqai qota            | 532.902   | 1.754   | 303,8 |
| 4               | Ordos （Ngạc Nhĩ Đa Tư）          | 鄂尔多斯市 È'ěrduōsī Shì   | Ordos qota           | 1.940.653 | 87.890  | 22,1  |
| 5               | Bao Đầu                           | 包头市 Bāotóu Shì          | Buɣutu qota          | 2.650.364 | 27.768  | 99,4  |
| 6               | Hohhot （Hô Hòa Hạo Đặc）         | 呼和浩特市 Hūhéhàotè Shì   | Kökeqota             | 2.866.615 | 17.410  | 164,7 |
| 7               | Ulanqab （Ô Lan Sát Bố）          | 乌兰察布市 Wūlánchábù Shì  | Ulaɣančab qota       | 2.143.590 | 54.491  | 39,3  |
| 9               | Xích Phong                        | 赤峰市 Chìfēng Shì         | Ulaɣanqada qota      | 4.341.245 | 90.275  | 40,1  |
| 10              | Thông Liêu                        | 通辽市 Tōngliáo Shì        | Tüŋliyou qota        | 3.139.153 | 59.535  | 52,7  |
| 12              | Hulunbuir （Hô Luân Bối Nhĩ）     | 呼伦贝尔市 Hūlúnbèi'ěr Shì | Kölön Buyir qota     | 2.549.278 | 263.953 | 9,7   |
| — Minh —        |                                   |                            |                      |           |         |       |
| 1               | Alxa （A Lạp Thiện）              | 阿拉善盟 Ālāshàn Méng      | Alaša ayimaɣ         | 231.334   | 267.574 | 0,9   |
| 8               | Xilin Gol （Tích Lâm Quách Lặc ） | 锡林郭勒盟 Xīlínguōlè Méng | Sili-yin Ɣool ayimaɣ | 1.028.022 | 211.866 | 4,9   |
| 11              | Hưng An                           | 兴安盟 Xīng'ān Méng        | Qiŋɣan ayimaɣ        | 1.613.250 | 67.706  | 23,8  |

## Kinh tế

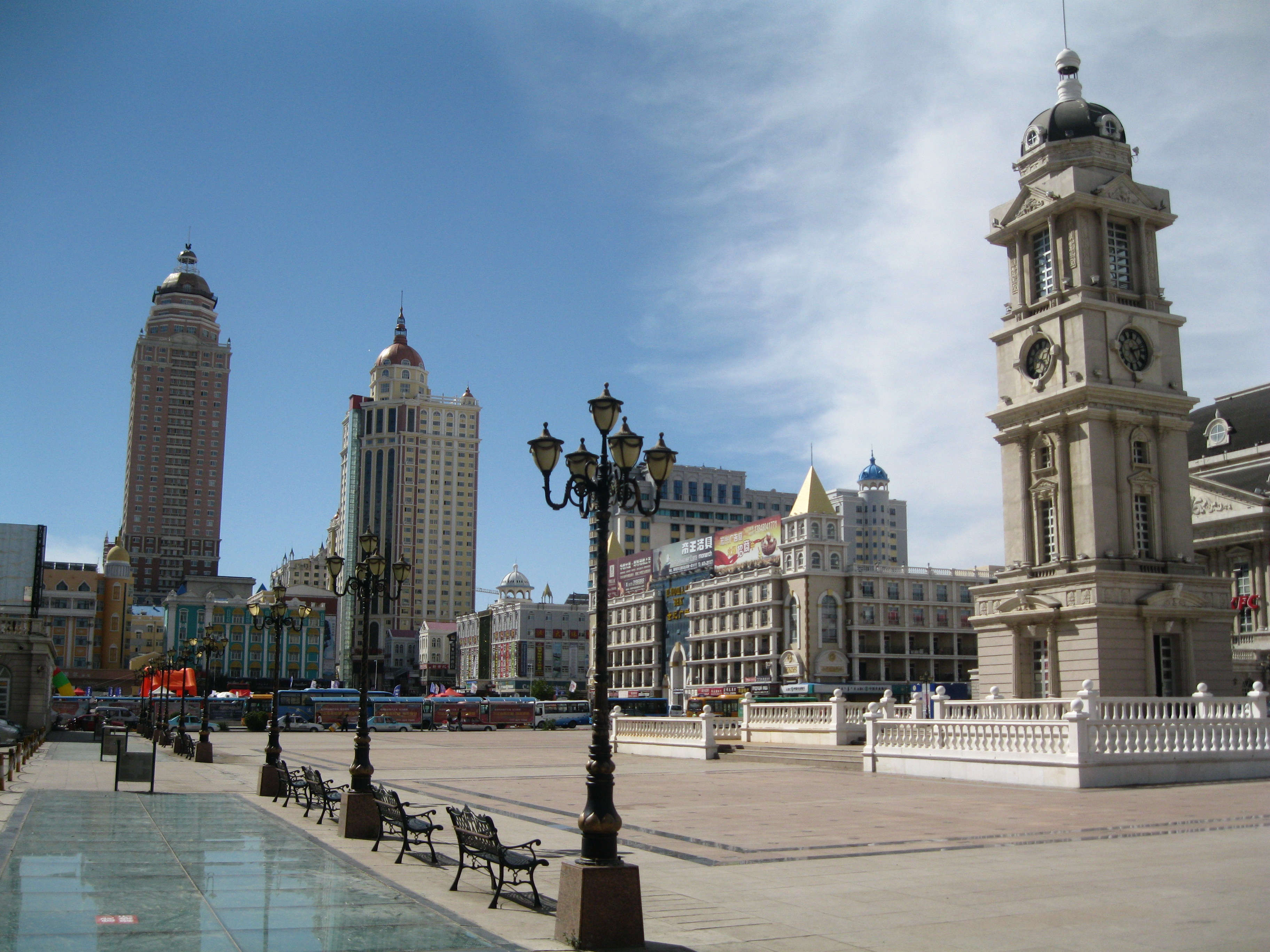
Thành phố Mãn Châu Lý ở phía đông Nội Mông, ở gần ngã ba biên giới Trung-Nga-Mông Cổ

Theo hạch toàn sơ bộ, năm 2011, tổng GDP của Nội Mông là 1,424611 nghìn tỉ NDT, theo giá cả so sánh thì tăng trưởng 14,3% so với năm trước đó. Nếu chỉ tính số người thường trú thì GDP bình quân đầu người là 57.515 NDT, theo tỷ giá hối đoái trung bình năm thì tương đương với 8.950 USD. Năm 2011, tỷ lệ giữa ba khu vực trong nền kinh tế của Nội Mông là 9,2:56,8:34.
Nội Mông có 7.149.000 ha đất canh tác, 86.667.000 ha đồng cỏ. Theo số liệu năm 2008 thì toàn khu tự trị có 659 triệu mẫu đất rừng, diện tích rừng là 355 triệu mẫu, tỷ lệ che phủ rừng đạt 20%. Năm 2011, tổng sản lượng lương thực của Nội Mông đạt 47,75 tỉ cân, toàn khu có 107,62 triệu đầu gia súc, liên tục bảy năm có trên 100 triệu đầu gia súc. Trong đó có 83,4747 triệu con cừu, 9,5633 triệu con bò. Tuy nhiên, lượng cừu và bò chăn nuôi thuần mục tại Nội Mông đang giảm xuống, kiểu chăn nuôi bán nông bán mục và ở các khu vực nông nghiệp đang tăng lên. Năm 2011, sản lượng thịt, sữa bò, trứng gia cầm của Nội Mông lần lượt đạt 2,55 triệu tấn, 9,6 triệu tấn và 530.000 tấn.
Sáu ngành công nghiệp có ưu thế và chiếm vị trí chủ đạo là năng lượng, luyện kim, chế biến nông sản và mục sản, công nghiệp hóa học, chế tạo thiết bị và các ngành công nghệ cao. Năm 2011, sáu ngành này chiếm tới 94,4% giá trị công nghiệp của Nội Mông. Trung tâm Phóng vệ tinh Tửu Tuyền nằm ở kì Ejin ở tây bộ Nội Mông. Đây là nơi đã phóng một số vệ tinh của Trung Quốc, bao gồm cả Đông Phương Hồng 1 vào năm 1970 và các tàu Thần Châu về sau này.
Tính đến cuối năm 2010, người ta đã phát hiện ra 143 chủng loại khoáng sản tại Nội Mông, trong đó đã xác minh được trữ lượng của 97 loại. Nội Mông đứng đầu tại Trung Quốc về trữ lượng 12 loại khoáng sản, và có trữ lượng 30 loại đứng vào hàng ba địa phương cao nhất tại Trung Quốc. Trữ lượng đất hiếm đã được xác minh của Nội Mông đứng ở vị trí đầu tiên trên thế giới, tổng lượng quặng oxide của chúng là 106.654.100 tấn. Trữ lượng than đá theo ước tính của toàn Nội Mông là 760,142 tỉ tấn, trong đó đã xác minh được trữ lượng 362,981 tỉ tấn, đứng đầu tại Trung Quốc. Cũng đã xác minh được tại Nội Mông có trữ lượng 1,474663 nghìn tỉ m³ khí thiên nhiên và 556.712.000 tấn dầu mỏ, 504,46 tấn vàng và 31.500 tấn bạc.

## Du lịch

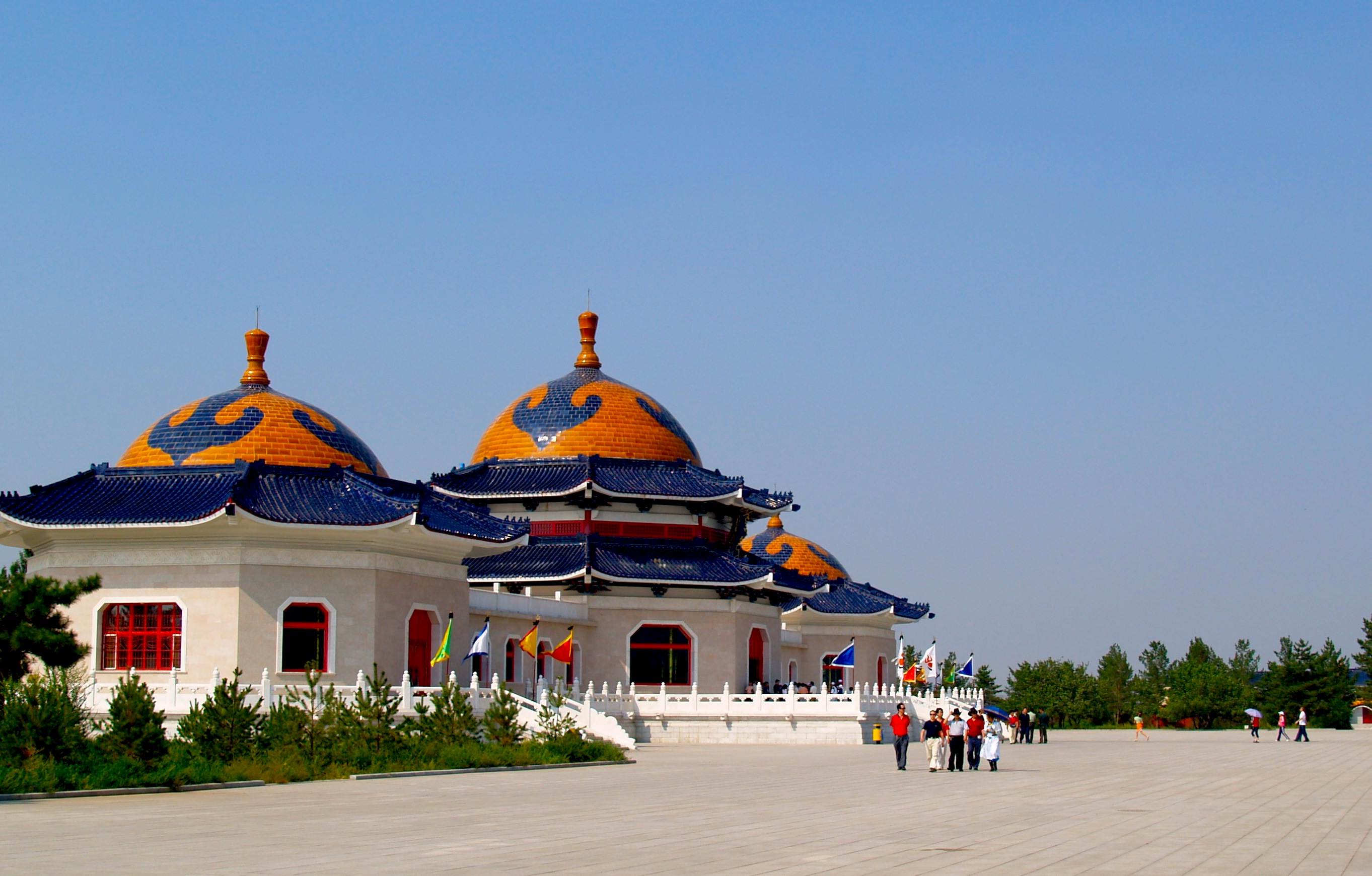
Lăng Thành Cát Tư Hãn tại Ordos

Nội Mông có sự đa dạng về các cảnh quan du lịch như thảo nguyên, rừng, sa mạc, sông, hồ, suối nước nóng, băng tuyết, biên giới, tập quán dân tộc, di tích lịch sử. Lăng Thành Cát Tư Hãn tại Ordos là một điểm du lịch tầm cỡ của Nội Mông, tuy nhiên đây thực chất là một bảo tàng chứ không có di cốt của vị đại hãn này, và người ta cũng chưa phát hiện được di cốt của đại hãn. Chiêu Quân mộ ở thủ phủ Hohhot được cho là nơi yên nghỉ của Vương Chiêu Quân, một trong Tứ đại mỹ nhân Trung Hoa. Nội Mông cũng sở hữu nhiều đoạn Trường Thành cổ. Ở Đông Bắc Âm Sơn trên địa phận Bao Đầu có Ngũ Đang Triệu (五當召), một tu viện Phật giáo Tây Tạng có tuổi đời hàng trăm năm. Ngoài ra, Nội Mông còn có còn có chùa Đại Chiêu (大召) ở Hohhot được xây dựng từ năm 1579, miếu Bối Tử (贝子庙) ở Xilinhot được xây từ năm 1743, chùa Ngũ Tháp (五塔寺) ở Hohhot được xây từ thế kỷ XV. Thảo nguyên Hulunbuir là đồng cỏ tự nhiên đẹp nhất Trung Quốc. Công viên địa chất quốc gia kì Hexigten (克什克腾旗国家地质公园), công viên địa chất quốc gia suối nước nóng và núi lửa Arxan (阿尔山火山温泉国家地质公园) có cảnh quan độc đáo, có giá trị cao về mặt khoa học. Tính đến cuối năm 2011, khu tự trị Nội Mông Cổ có trên 300 điểm du lịch có quy mô nhất định. Ngoài ra, lễ hội Naadam hay lễ hội nghệ thuật trang phục dân tộc Mông Cổ, lễ hội du lịch ba nước Trung-Nga-Mông ở Mãn Châu Lý cũng là các sản phẩm du lịch đem đến sự đặc sắc cho du lịch Nội Mông.

## Giao thông

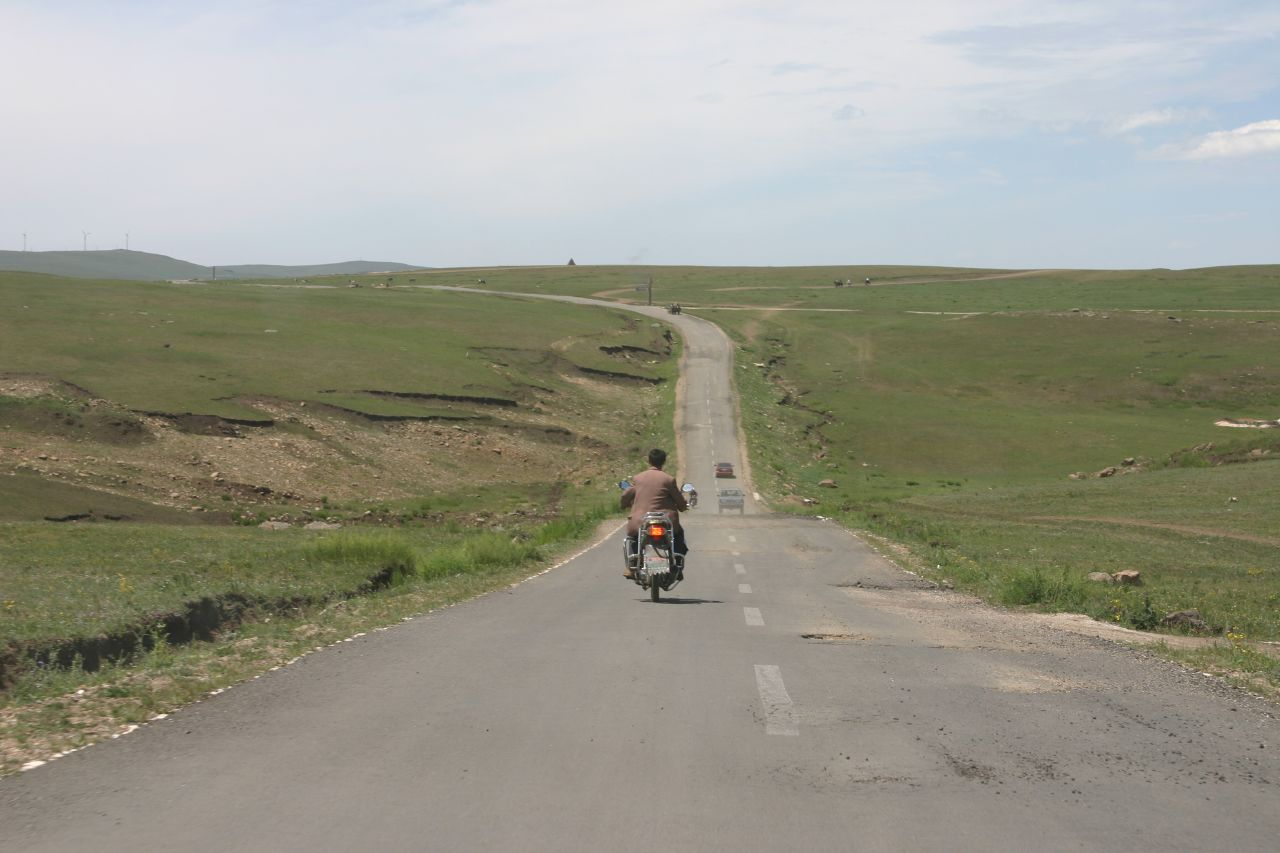
Một tuyến đường tại Nội Mông

Các tuyến đường sắt Kinh-Thông, Kinh-Bao và Bao-Lan chạy từ đông sang tây Nội Mông, kết nối các khu vực Đông Bắc, Hoa Bắc và tây bắc của Trung Quốc. Mãn Châu Lý và Erenhot là hai cửa khẩu đường sắt lớn, kết nối hệ thống đường sắt Trung Quốc với hệ thống đường sắt của Nga và Mông Cổ, từ đó có thể đi đến các nước châu Âu. Hệ thống đường sắt tại Nội Mông phân thuộc sự quản lý của cục đường sắt Hohhot, cục đường sắt Cáp Nhĩ Tân và cục đường sắt Thẩm Dương.
Tính đến cuối năm 2011, hệ thống công lộ toàn khu tự trị Nội Mông đạt tổng lý trình 160.995 km, trong đó có 2.874 km đường công lộ cao tốc. Về cơ bản, các thôn và ca tra (嘎查) hành chính đều đã thông công lộ. Năm 2011, các doanh nghiệp thông qua hệ thống công lộ của Nội Mông đã vận chuyển được 218 triệu lượt hành khách và 1,037 tỉ tấn hàng hóa.
Trên địa bàn Nội Mông có một số sân bay như: sân bay Ulanhot, sân bay Ô Hải, sân bay quốc tế Saiwusu Erenhot, sân bay Bao Đầu, sân bay Đông Sơn Hailar, sân bay quốc tế Bạch Tháp Hohhot, sân bay Mãn Châu Lý, sân bay Xích Phong, sân bay Thông Liêu, sân bay Ordos, sân bay Xilinhot, sân bay Arxan, sân bay Bayannur

## Các trường đại học
Tại Hohhot
- Đại học Nội Mông Cổ (内蒙古大学)
- Đại học Công nghiệp Nội Mông Cổ (内蒙古工业大学)
- Đại học Nông nghiệp Nội Mông Cổ (内蒙古农业大学)
- Đại học Sư phạm Nội Mông Cổ (内蒙古师范大学)
- Đại học Y Nội Mông Cổ (内蒙古医科大学)
- Đại học Tài chính-Kinh tế Nội Mông Cổ (内蒙古财经学院)
- Học viện Dân tộc Hohhot (呼和浩特民族学院)

Tại Bao Đầu
- Đại học Khoa học-Kỹ thuật Nội Mông Cổ (内蒙古科技大学)

Tại Thông Liêu
- Đại học Dân tộc Nội Mông Cổ (内蒙古民族大学)

Tại Hailar
- Học viện Hulunbuir (呼伦贝尔学院)

Tại Xích Phong
- Học viện Xích Phong (赤峰学院)

Tại Tập Ninh
- Học viện Sư phạm Tập Ninh (集宁师范学院)

Tại Bayannur
- Học viện Hà Sáo (河套学院)